# Arquitectura románica en Italia

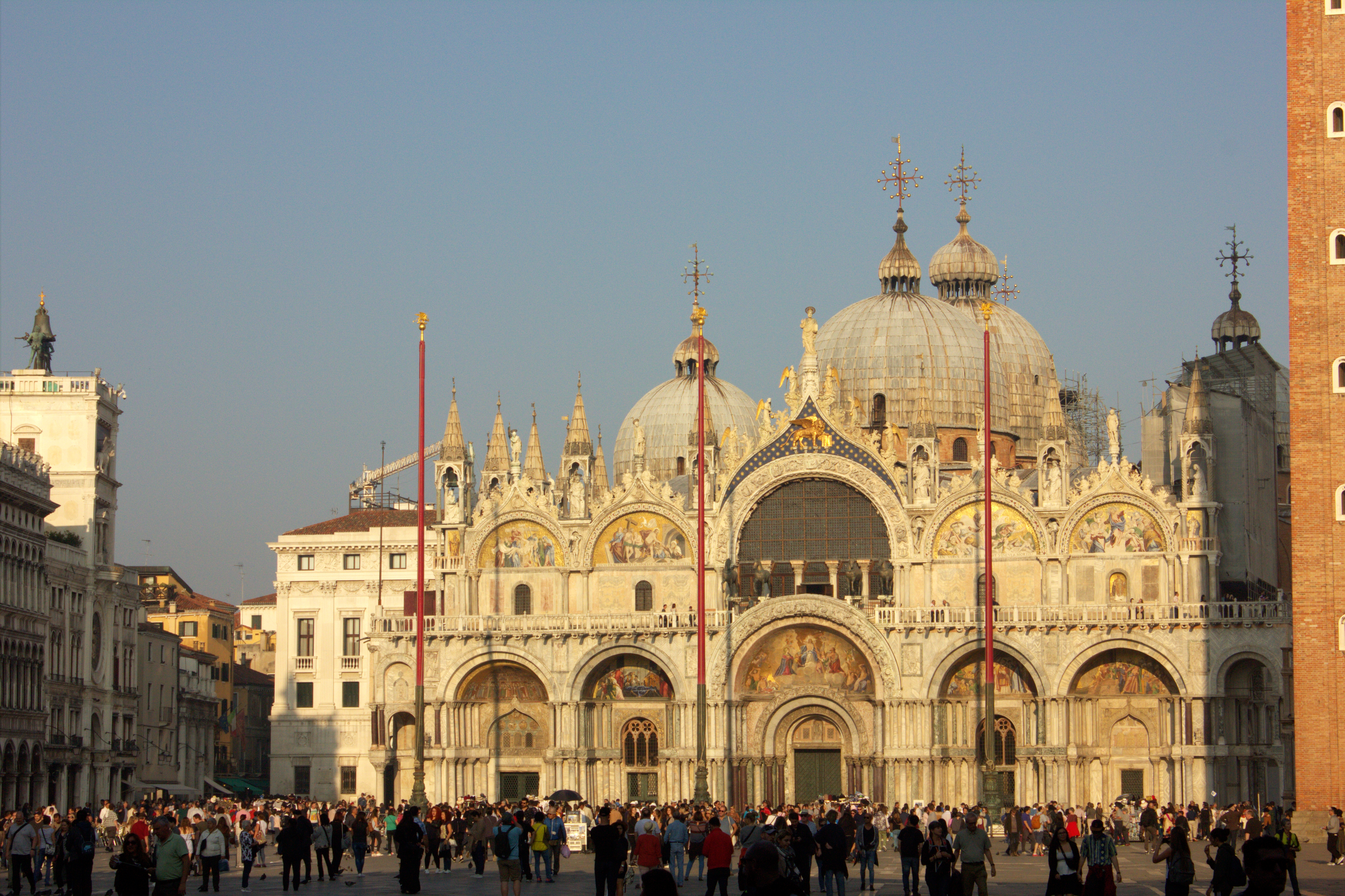
Basílica de San Marcos de Venecia (1063-1092)

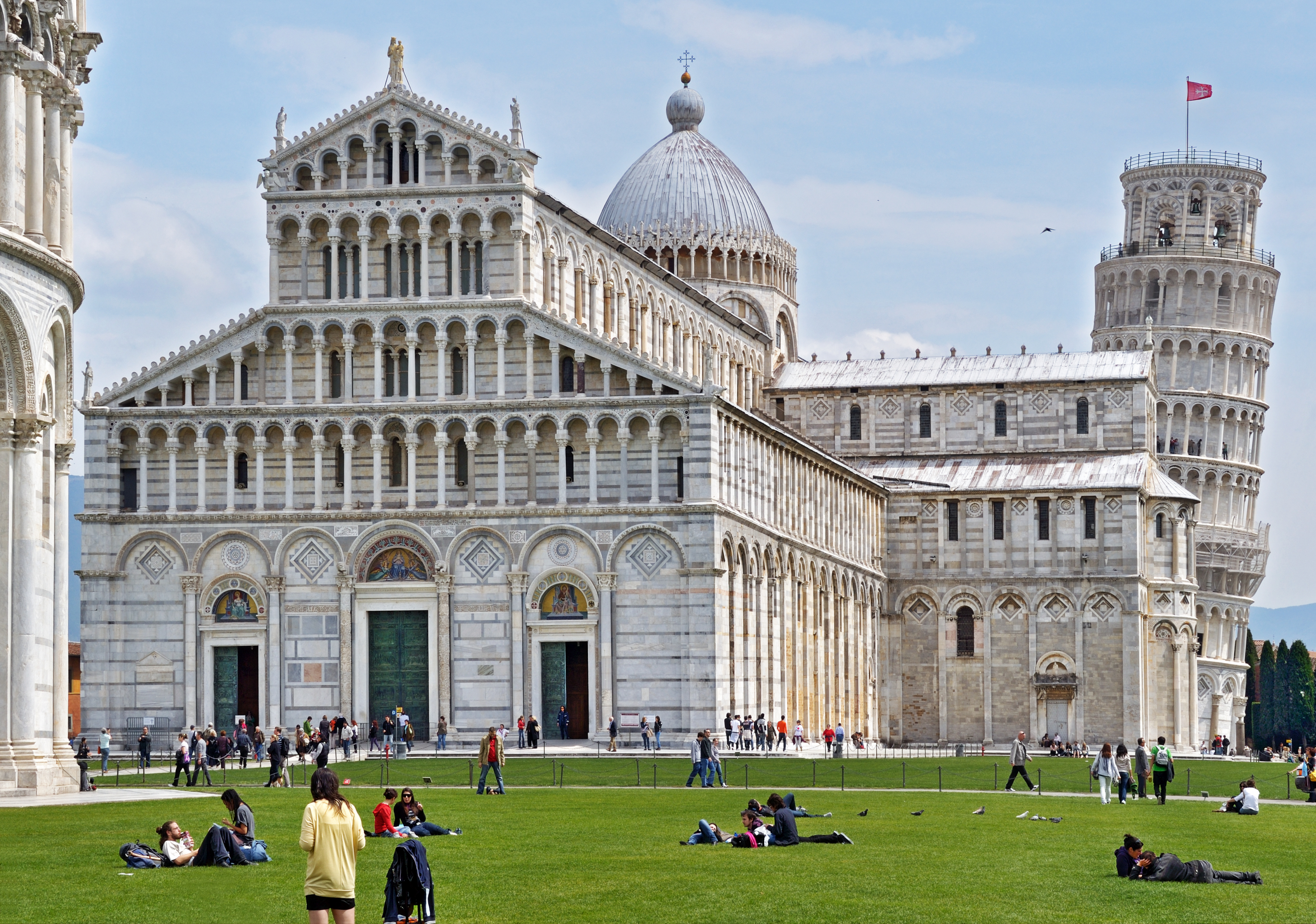
La Piazza dei Miracoli de Pisa, con la Torre inclinada, la Catedral (1063-1118) y, al fondo, el baptisterio (1152-1363). Fue declarada patrimonio de la humanidad en 1987.

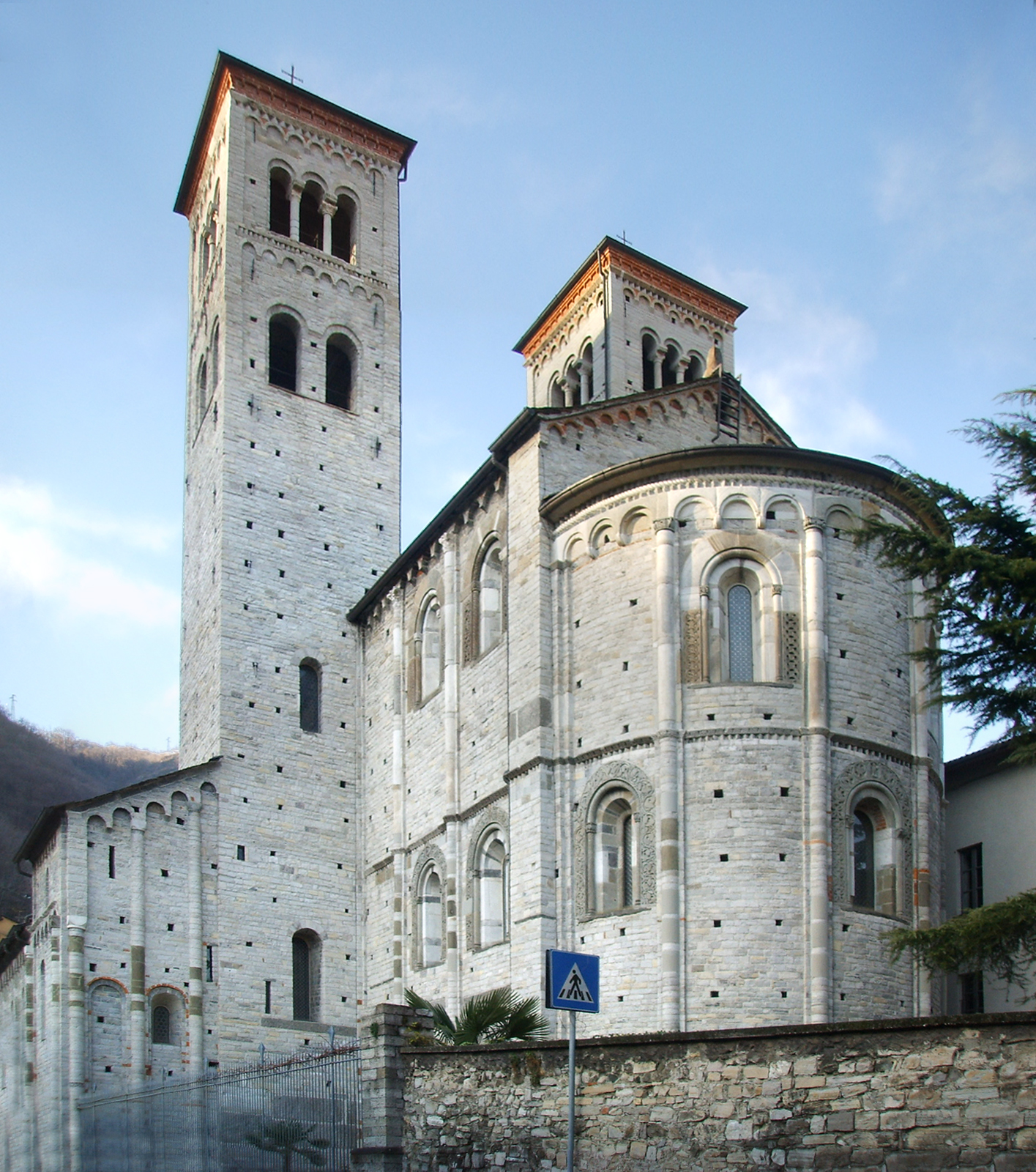
Ábside de la basílica de San Abundio (1063-1095), en Como

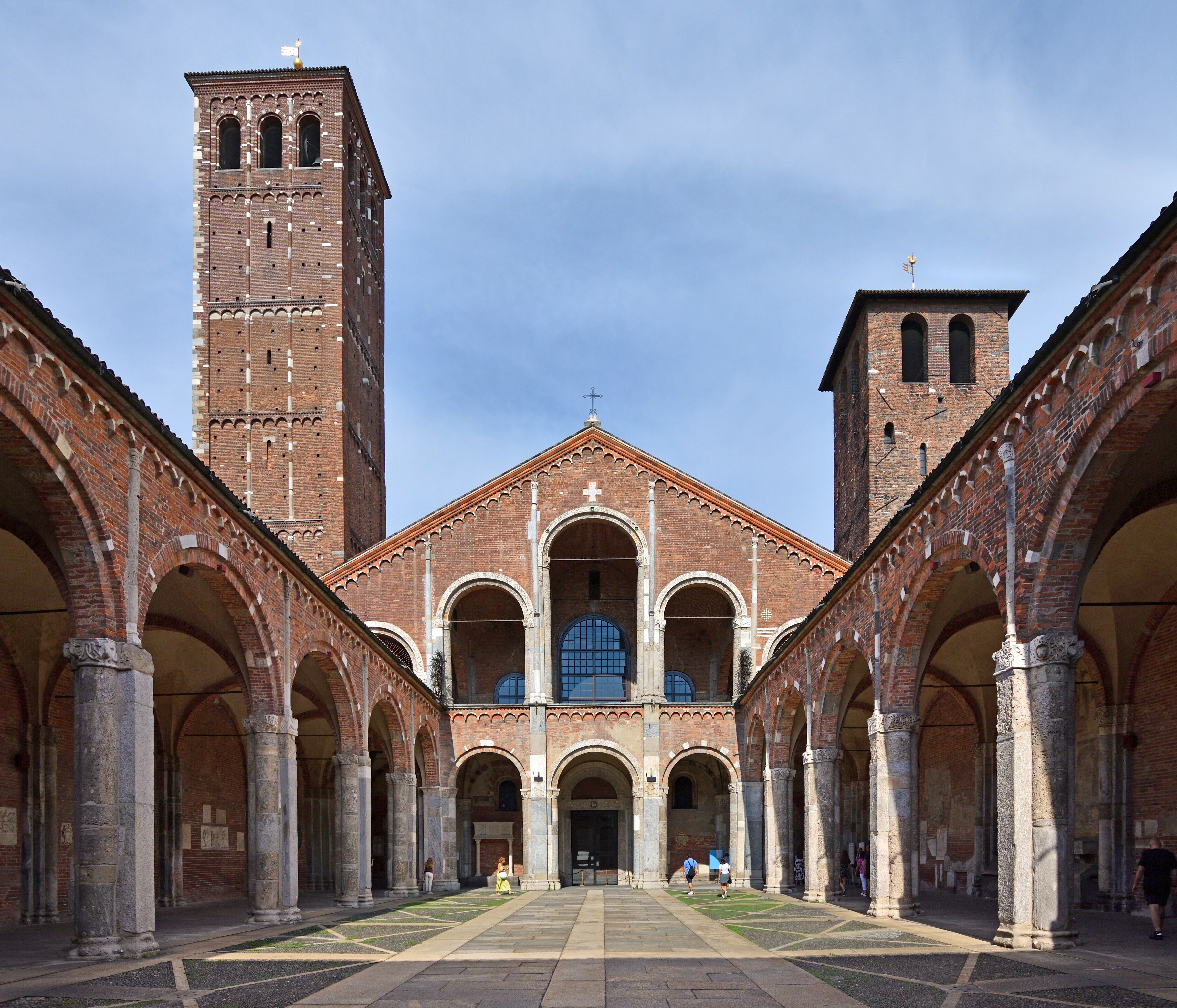
Basílica de San Ambrosio de Milán (1088-1099)

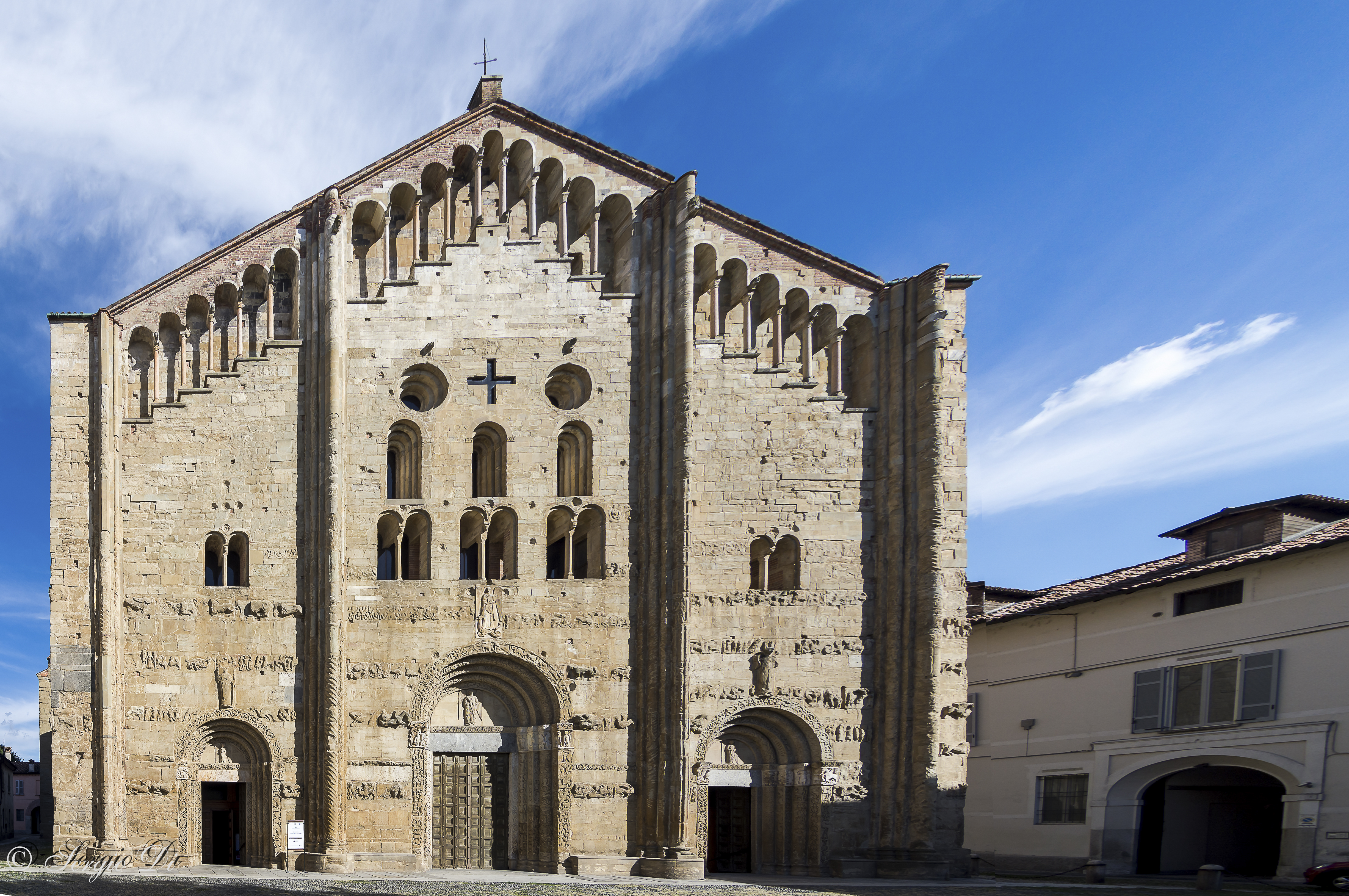
Basílica de San Miguel de Pavía (fin XI-1115)

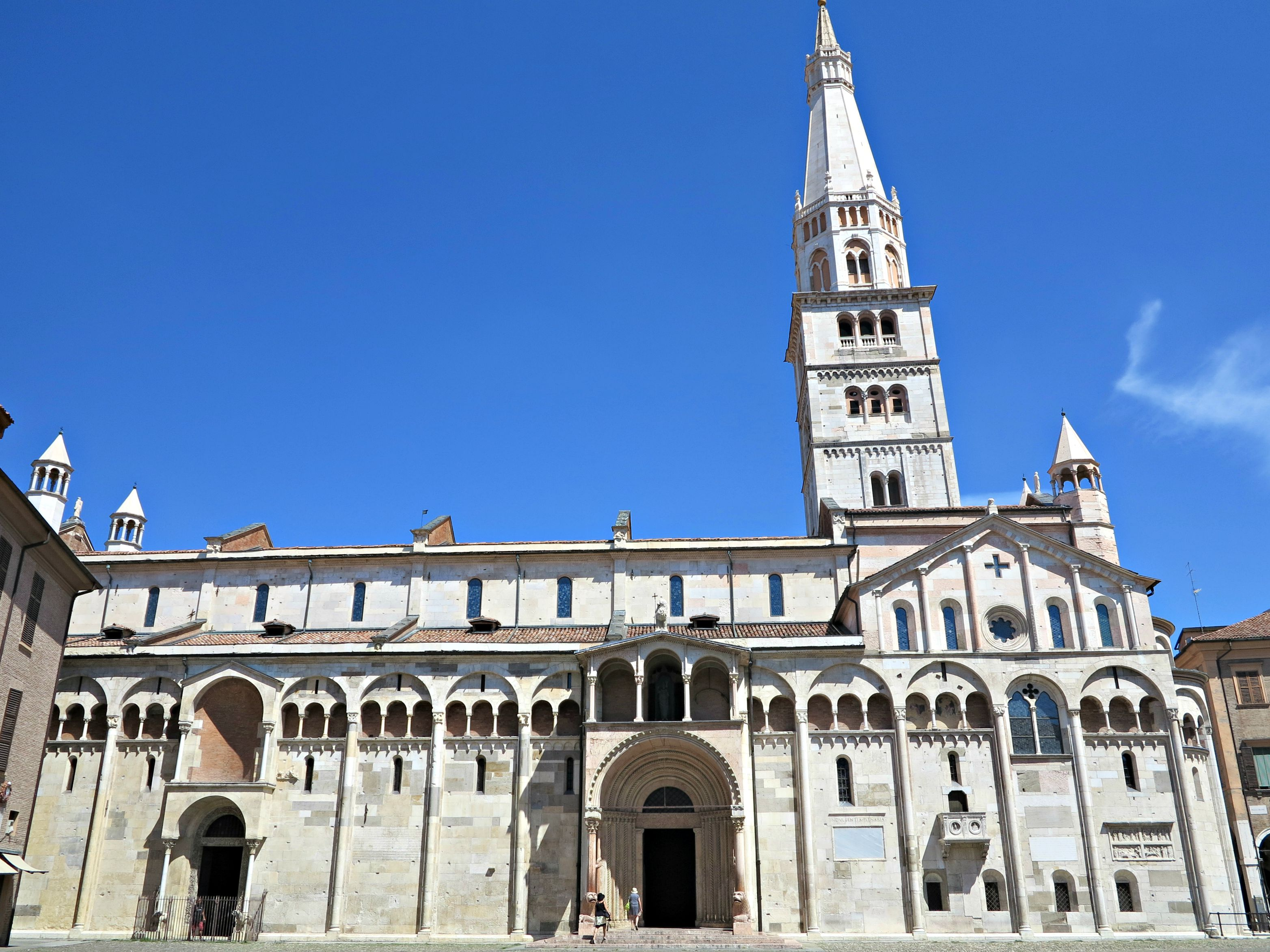
Catedral de Módena (1099-1184)

La arquitectura románica italiana comprende un período de producción arquitectónica más amplio que el de otros países europeos: desde los precoces ejemplos de los últimos decenios del siglo XI hasta, en algunas regiones, todo el siglo XIII.
En ese periodo Italia estaba desmembrada políticamente, con muchos poderes regionales —cristianos en el norte y centro (reino de Lombardía, marcas de Toscana y de Verona, república de Venecia, Estados Pontificios, ducado de Spoleto) y más cercanos a los bizantinos y musulmanes, y luego a los normandos, en el sur (principados de Capua, de Benevento y de Salerno, ducado de Amalfi, catapanato de Italia y emirato de Sicilia)— que combatían entre ellos, debilitándose económica y socialmente. La Alta Edad Media fue en el país una época de miseria, que alcanzó también al monacato, corrompido y relajado, que apenas pudo dedicarse a la construcción de nuevos monasterios. Hasta mediados del siglo XI la situación no cambió, coincidiendo con el resurgimiento europeo, económico y demográfico, de los siglos XI y XII que tuvo un gran efecto en el país. En el norte de Italia confluían dos de los grandes ejes económicos de la cristiandad: la ruta que desde las ciudades comerciales del norte de Alemania y del Báltico (agrupadas en la Hansa) atravesaba el Rin y el Ródano, con las rutas marítimas que a través del Mediterráneo trasportaban las especias y productos de lujo de Oriente y los países musulmanes. Convertidas en emporios comerciales, muchas ciudades italianas experimentaron un desarrollo económico que les llevó a crear flotas mercantes y barrios comerciales en Oriente (Palestina, Bizancio, Egipto...). Fue la etapa de las Repubbliche marinare y, particularmente Génova y Venecia, extendieron su dominio a islas y puertos a lo largo del Mediterráneo y el mar Negro forjando auténticos imperios de ultramar. Dado el vacío de poder causado por la fragmentación territorial y la lucha entre el Imperio y la Santa Sede, las potencias locales buscaron formas autónomas de mantener la ley y el orden. La controversia de la investidura finalmente fue resuelta por el Concordato de Worms. En 1176, una liga de ciudades-estado, la Liga Lombarda, derrotó al emperador alemán Federico Barbaroja en la batalla de Legnano, asegurando una independencia efectiva de la mayoría de las ciudades italianas del norte y centro. Políticamente, supuso el ascenso social de los comerciantes, que formaron una oligarquía gobernante en muchas de esas ciudades que pudo emprender ambiciosos programas edificatorios, incluidos religiosos, pero en los que la reforma cluniacense tuvo poca influencia.
La arquitectura en esta época fue uno de los periodos más fructíferos y creativos de la arquitectura italiana, muy influida por lo que se hacía en Francia y Alemania, pero también hay una profunda influencia bizantina y de la arquitectura clásica. Dio lugar a muchas obras maestras y variantes locales muy diversas, tanto en estilo como en construcción. Posiblemente la escuela más «artística» fuese la toscana —principalmente en Florencia y Pisa—, que hizo uso generalizado del mármol y que en el exterior destaca la combinación de elementos arquitectónicos repetidos: franjas horizontales, arquillos ciegos y frontones y columnas. El románico siciliano, con influencias normandas, también debe ser tomado en consideración así como el lombardo —más avanzado en sus estructuras arquitectónicas que el toscano, pero menos artístico— y el piamontés.
La arquitectura románica dejó de emplear las techumbres de madera y experimentó con el uso de bóvedas de cañón. La gran innovación italiana fue la bóveda de arista, que no se usaba desde los tiempos de la Antigua Roma. El peso de los edificios se transmitía hacia el exterior y se solía recoger en contrafuertes para soportar el peso de la techumbre. Los gruesos muros, que también soportaban parte de ese peso, tenían ventanas pequeñas, con interiores bastante más banales y aburridos que las iglesias paleocristianas y bizantinas; solían consistir en paredes de mármol o piedra, con poca decoración, al contrario que los ricos interiores tapizados de mosaicos de las iglesias bizantinas.
Las innovaciones planimétricas introducidas en Francia y Alemania durante el período románico no llegaron inmediatamente a Italia, donde, entre los siglos XI y XII, la construcción de plantas basílicales continuó, generalmente sin un transepto. Sin embargo, los deambulatorios con capillas radiantes hicieron su aparición en la abadía de Sant'Antimo (1118-mitad del XII) y en la catedral de Aversa (1053-1090).
Los tres edificios principales del románico temprano fueron iniciados el mismo año, en 1063, no muy alejados entre sí: la abadía benedictina de San Abundio (1063-1095), en Como, la catedral de Pisa (1063-1118) y la basílica de San Marcos (1063-1092), la catedral de Venecia. San Abundio fue consagrada en 1095 y muestra la relación de Lombardía con el románico transalpino, con rasgos cluniacenses tanto en planta como en el tratamiento exterior y exterior. Con cinco naves cubiertas con vigas de madera, presenta un doble campanario al estilo de los Westwerk alemanes y una decoración del muro exterior con arcos ciegos y lesenas, además de un notable corredor escultórico de los «comacini magistri».
La catedral de Pisa fue consagrada en el 1118 y puesto que la república mantenía fuertes contactos comerciales con Bizancio, recibió influencias orientales —los «matroneos» y la cúpula elíptica con coronamiento de bulbo— aunque reinterpretadas según el gusto local, con formas artísticas de notable originalidad, como el interior en cinco naves con columnatas (antiguamente de cruz griega, ampliado a planta latina), inspirado en la desaparecida catedral románica de San Martino en Lucca, que tenía una distribución de espacios típicamente paleocristiana. 
La basílica de San Marcos, construida sobre un palacio preexistente, funcionaba como capilla palatina del palacio ducal y no dependía del patriarca de Venecia. La construcción se terminó en 1092, pero no concluyó en su estado actual hasta el siglo XIV, aunque el estilo se mantuvo unitario y coherente pese a las diversos influencias artísticas que sufrió a lo largo de los siglos, siendo una conjunción única entre arte bizantino y occidental. La planta es de cruz griega con cinco cúpulas distribuidas en el centro y a lo largo de los ejes de la cruz, rodeadas de grandes arcos. Las naves, tres por brazo, están divididas por columnatas que confluyen hacia los pilares que sostienen las cúpulas; no se hicieron como un bloque único de muro sino articulados a su vez con cuatro pilares y una cúpula más pequeña. (El tema de la cúpula también aparece en las Marcas y en el Sur, y en particular en algunas iglesias del románico apuliano (duomo de Molfetta, 1150-?), mientras que el tema de la cruz inscrita aparece en Stilo (Cattolica de Stilo), Otranto y Trani.)
En la segunda mitad del siglo XI, se construyó la iglesia abacial de Montecassino (1066-1071), dotada de un transepto que no sobresale del cuerpo del edificio y con ábsides al final de cada una de las tres naves. Sin embargo, el edificio más importante en el sur de Italia se encuentra en la basílica de San Nicolás de Bari (1087-1197), construida durante el dominio ítalo-normando de Apulia, que presenta un transepto, con soportes alternos a lo largo de la nave y con dos torres en la fachada según el uso normando.
En el centro-norte de Italia, por otro lado, se desarrollaron las galerías con arcadas (como en el duomo de Modena (1099-1184), con un transepto no sobresaliente, tres ábsides y un campanile (la Ghirlandina) aislado) que encontraron aplicaciones notables en el románico pisano (Duomo y campanile de Pisa, duomo (1063-1070) e iglesia de San Miguel en Foro (1070-?) en Lucca, duomo de Pistoia y otras iglesias toscanas, pero que en parte también influyeron en la arquitectura románica sarda y corsa. En cambio, en Lombardía, la basílica de san Ambrosio de Milán (1088-1099) es recordada por su cobertura con bóveda de crucería y nervaduras entre las más antiguas de Europa.
De matriz germánica son, en Como, la basílica de Sant'Abbondio, rehecha por los benedictinos (1050-1095) (privada de transepto) y la iglesia de San Fedele (1120) (inspirada en las plantas trilobadas de Colonia). La planta de la catedral de Parma (1059-1116) aún se refiere a Alemania, con un transepto saliente y un ábside único terminal. En la zona del Véneto destaca San Zenón de Verona. 
Aún en la Italia septentrional, las principales catedrales se caracterizaron por la presencia de imponentes baptisterios exentos (como el baptisterio de Cremona (1167-?) y el baptisterio de Parma (1196-1270), aunque el baptisterio más famoso se encuentra en el centro de Italia, el baptisterio de Pisa (1152-1363).
Por otro lado, en Florencia fueron favorecidos los motivos arquitectónicos de la época romana, dando lugar a lo que los críticos llamaron el estilo proto-renacentista (basílica de San Miniato al Monte (1013-?), baptisterio de San Giovanni (1059), Iglesia de los Santos Apóstoles, abadía Fiesolana, en Fiesole). Un interés similar en la antigüedad se puede encontrar en y alrededor de Roma (fachadas del duomo de Civita Castellana y de San Lorenzo fuori le mura).
En Sicilia, los elementos bizantinos se unieron a los normandos y sarracenos, encontrándose en algunas iglesias de Palermo (San Cataldo (1154-1160) y otras) y en las catedrales de Cefalù (1131-1148) y Monreale (1172-1267) (las tres declaradas en 2015 patrimonio de la humanidad como «Palermo árabe-normando y las catedrales de Cefalú y Monreale»)
En la arquitectura civil, por otra parte, numerosas torres nobles hicieron su aparición; destacan las de San Gimignano y Bolonia.

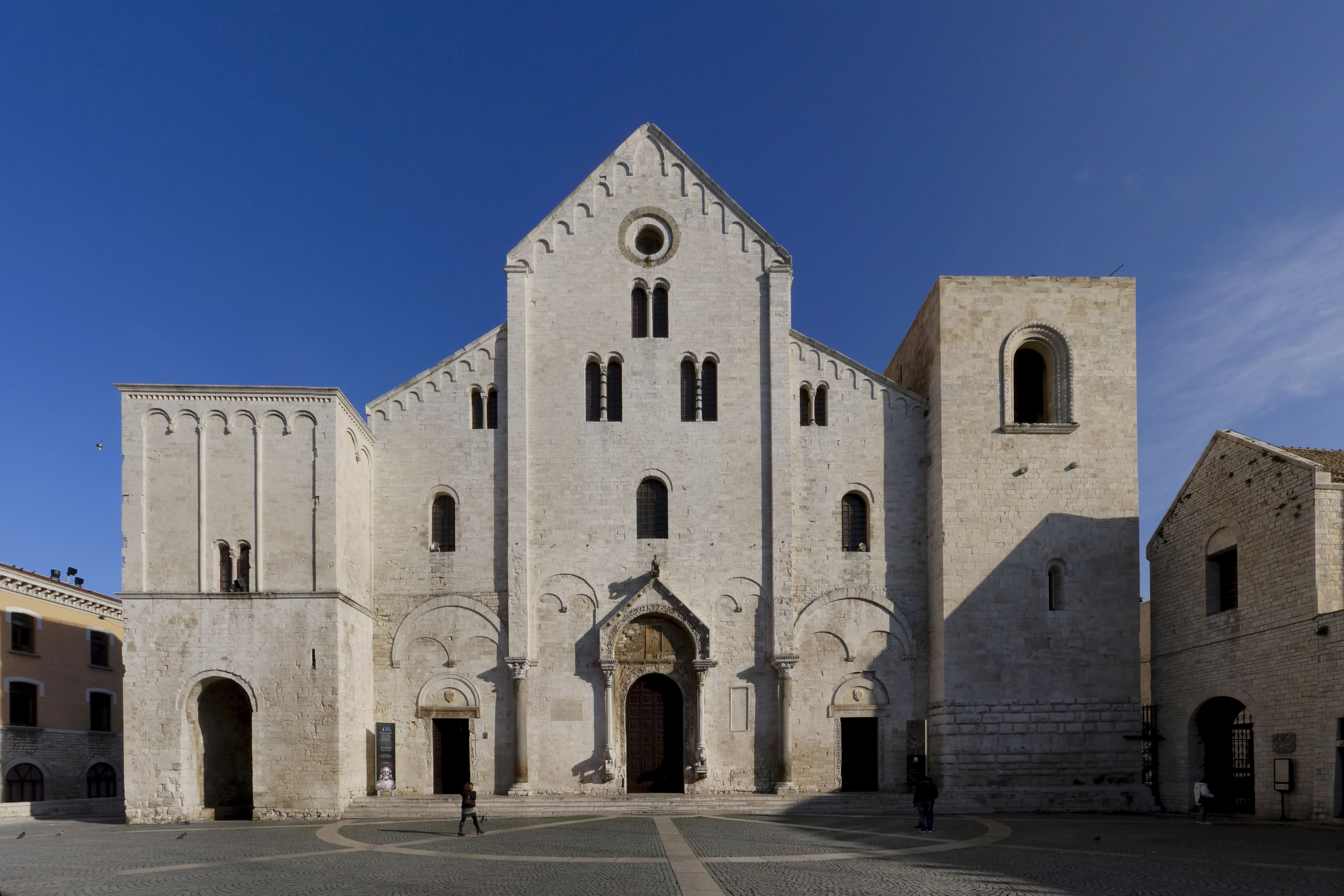
basílica de San Nicolás de Bari (1087-1197)
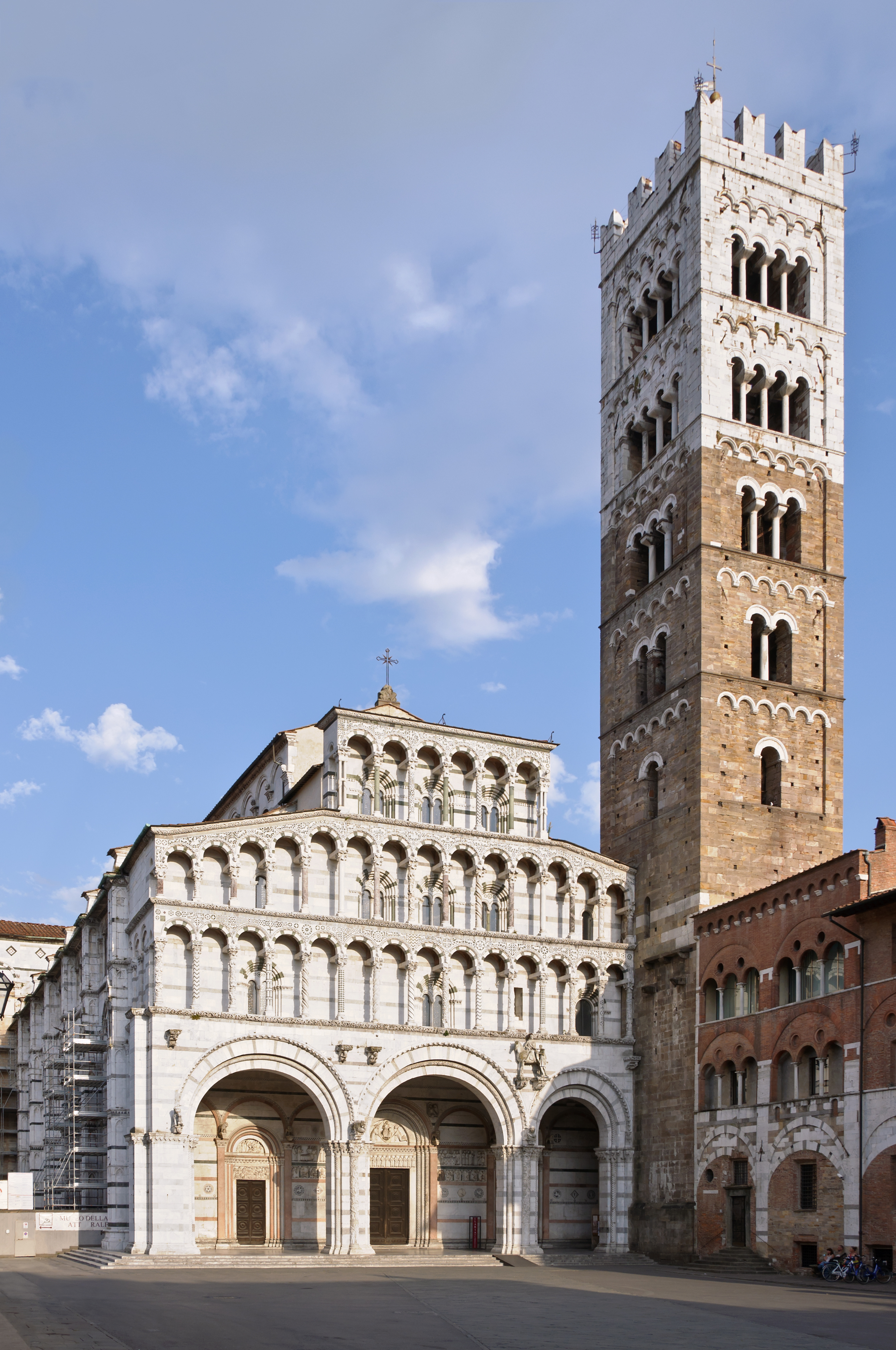
Duomo de Lucca (1063-1070)
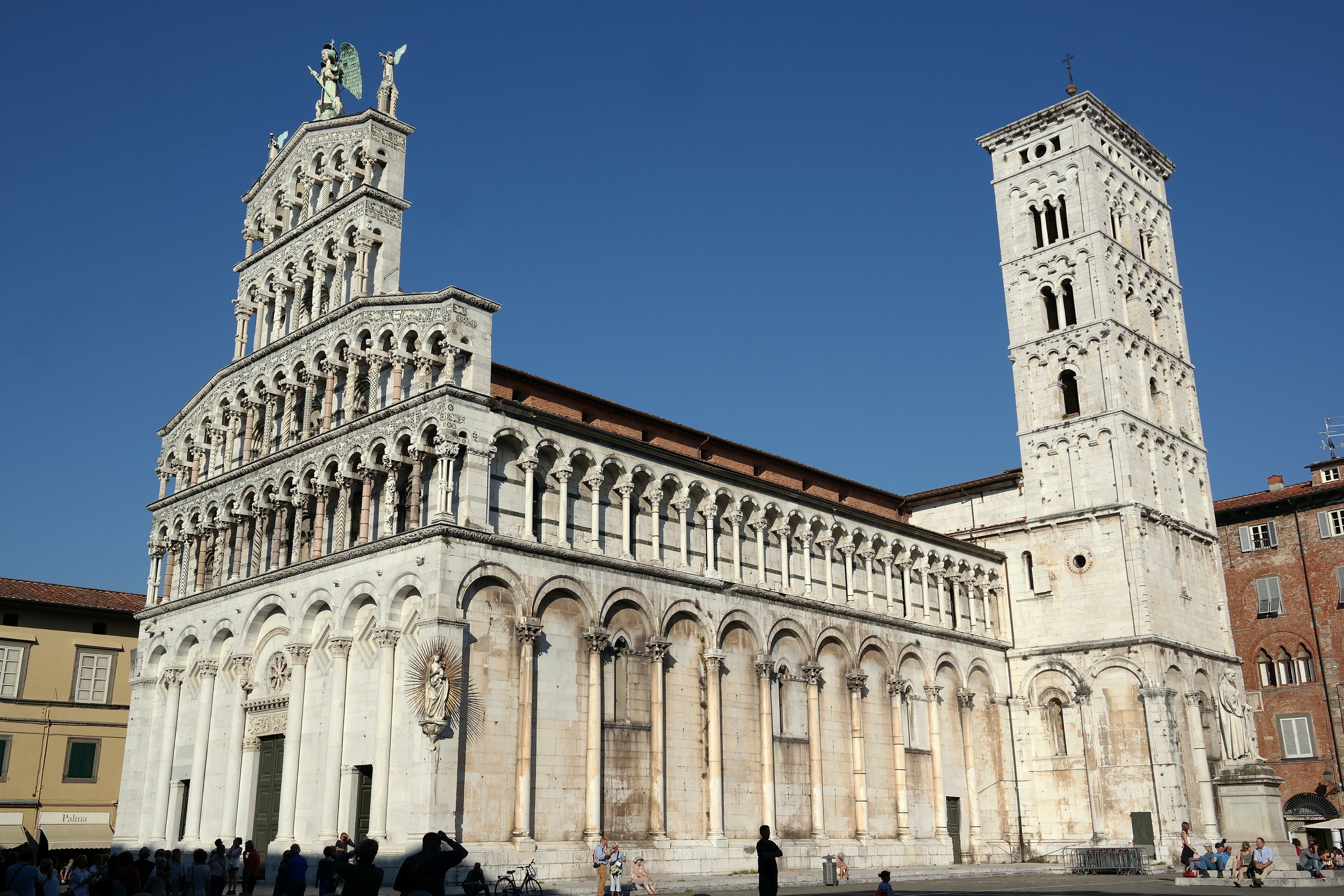
iglesia de San Miguel en Foro (1070-?) en Lucca
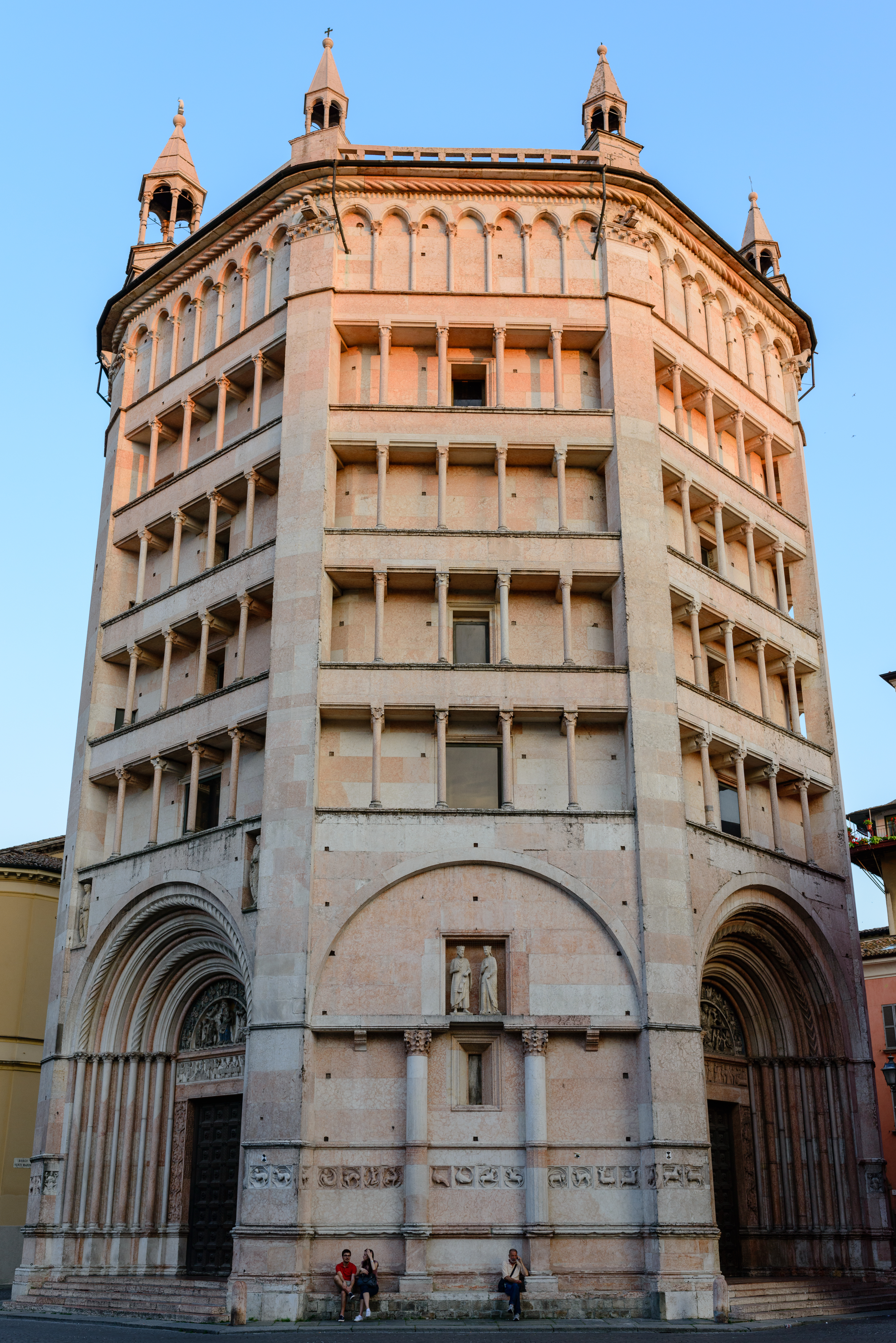
Baptisterio de Parma (1196-1270)
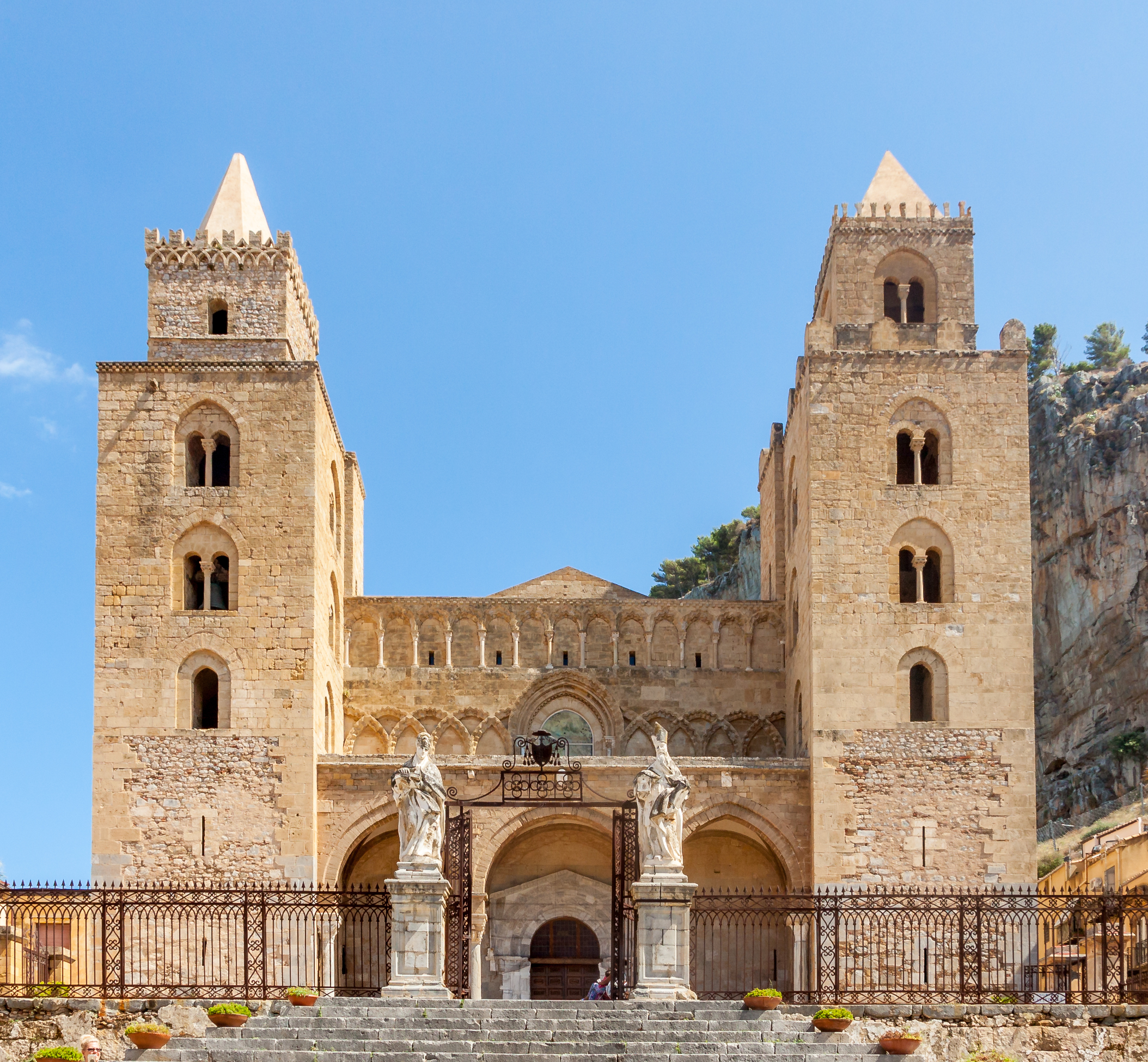
Catedral de Cefalú (1131-1148)
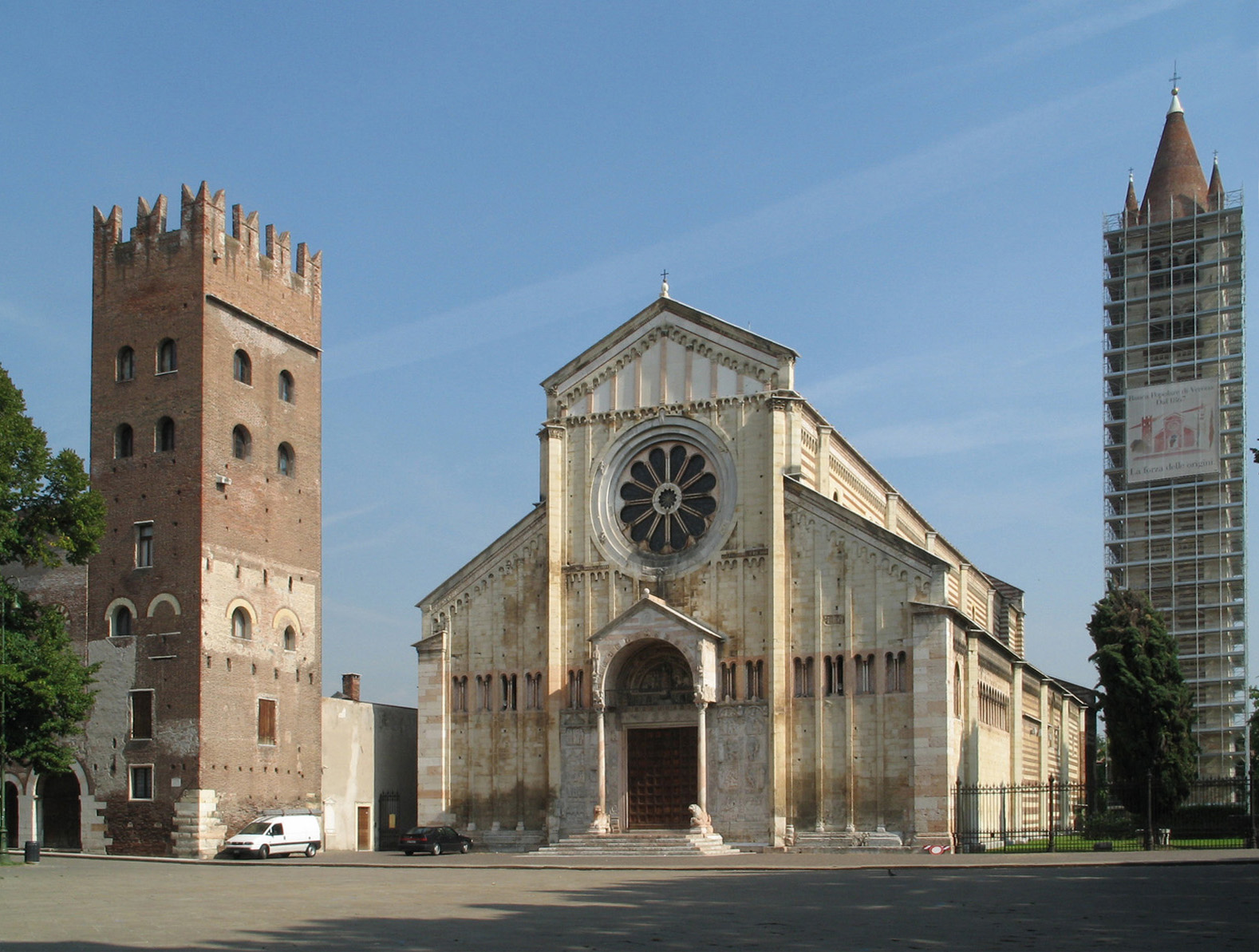
San Zenón de Verona (1138-1389)

## Características generales
Como en todo el románico, muchos elementos arquitectónicos son usados no solo funcionalmente sino también simbólicamente (12 columnas que representan a los doce apóstoles, eje largo de la nave con una ligera inclinación que indica la cabeza de Jesús inclinada en la cruz al morir, etc.). Sin embargo, también hay elementos propios que se derivan de la situación geográfica y circunstancial de Italia: el hecho de que Sicilia estuviera en manos de los musulmanes y que buena parte del sur de Italia fuera parte de Bizancio implicó una serie de influencias que son propias de esta península.
Otro elemento propio es la reutilización y uso de templos paleocristianos o basílicas de la antigüedad adaptándolos a los modos de la arquitectura propiamente románica. De ahí la mayoría de las iglesias de una sola nave con el esquema básico de los monumentos funerarios usados por los primeros cristianos.
Dada la creciente veneración de reliquias, el templo románico suele contar con una cripta normalmente bajo el presbiterio. Se construían corredores subterráneos con nichos para colocar las velas. Sin embargo, estos corredores se fueron llenado progresivamente de otros elementos como altares laterales, depósitos de ofrendas y limosnas y otros accesorios.
Un elemento común a las iglesias románicas es el campanario situado al lado de la fachada o en la zona del ábside.

## Variantes regionales
El panorama artístico es muy variado, con “románicos” regionales de características propias, en especial por las tipologías constructivas. Gran variedad se da también por los materiales usados que dependían mucho de la disponibilidad local, ya que las importaciones resultaban muy costosas. De hecho, en Lombardía el material más usado fue el ladrillo, dada la naturaleza arcillosa del terreno. Sin embargo, esto no vale para Como que, en cambio, tenía mayor disponibilidad de piedra. En la Toscana no son raros los edificios de mármol blanco de Carrara con injertos de mármol serpentino verde; en Apulia se usa la clara toba caliza. Aparte del caso de Apulia, desde Roma hacia el Sur el románico tiende a desaparecer dejando sitio a influencias bizantinas o islámicas.
Así, las principales variantes regionales de arquitectura románica en Italia y sus zonas de desarrollo son:
- románico lombardo, en las regiones de Lombardía y Emilia, que influyó a buena parte del norte de Italia, desde el Véneto continental hasta Liguria
- Venecia, con características peculiares influidas por el arte bizantino.
- románico pisano, en la zona de influencia pisana: Toscana septentrional hasta Pistoia y Cerdeña
- El románico florentino o protorenacentista.
- Las Marcas, Umbría y el Alto Lacio, con influjos de otras corrientes
- Roma;
- La zona campana;
- La zona de Apulia;
- Sicilia y Calabria.

## Arquitectura románica lombarda y emiliana

### Arquitectura románica en Lombardia
La Lombardía, entendida como región amplia que incluía también Emilia y una parte del Piamonte, fue la primera zona que recibió las novedades artísticas de más allá de los Alpes, gracias al movimiento de artistas lombardos a Alemania y de los mismos alemanes que llegaban. Estas influencias fueron reelaboradas siguiendo esquemas típicamente italianos, como los de la abadía de Pomposa (del Maestro Marzulo), consagrada en el año 1026, con un campanario iniciado por el Maestro Deusdedit en el año 1063. Se puede ver allí una original decoración en dos colores, por el uso de ladrillos blancos y rojos, y, por primera vez en Italia, la fachada aparece decorada con esculturas, en este caso bajorrelieves esculpidos finamente y calados, con viñas y animales inspirados a las estofas sasánidas de Persia. También el campanario es precoz sea por tipología (aislado en relación con el cuerpo de la iglesia, según un modelo que luego se hizo típicamente italiano), sea por el estilo de la decoración, con bandas verticales (llamadas bandas lombardas) y lesenas (o arquillos rematando los muros, que dan la impresión de movimiento de los muros, perforada por la apertura de ventanas con arcos cada vez más amplios. Se piensa que estas características han sido importadas del mundo bizantino y armenio.
Una de las iglesias más antiguas que aún se conservan con elementos significativos de la novedad del estilo románico es la basílica de Santa María la Mayor en Lomello, construida entre 1025 y 1050, con fuertes referencias a la arquitectura otoniana: fue una de las primeras iglesias italianas que cubrió las naves laterales con bóvedas de crucería, en lugar de las tradicionales viguerías. En el interior, en lugar de las columnas habituales en las basílicas se dispusieron soportes con dos semicolumnas adosadas en los lados. Las semicolumnas sostienen los arcos divisores, mientras que las pilares se prolongan en paraste (pilastras) hasta las impostas del sofito, donde hay unos originales arcos de ladrillo que atraviesan la nave central. La particular conformación de las prolongaciones de las pilastras y de las semicolumnas hace que los bloques de impostas (en lugar de los capiteles) creen una suerte de decoración cruciforme en las paredes.
La pequeña iglesia de San Pietro al Monte en Civate, también de influencia germánica, tiene dos ábsides opuestos, según los modelos carolingios.
En la zona del comasco se recuperaron modelos del norte de Europa, como muestra la precoz basílica de San Abundio, de cinco naves cubiertas con viguerías de madera, donde hay un doble campanile al estilo de los Westwerk alemanes. Otras particularidades son la presencia temprana de arcadas ciegas y lesenas en los muros exteriores, hechas de piedra local en lugar del ladrillo típico utilizado en Milán y Pavía, además de un notable corredor escultórico de los «comacini magistri»..
Entre finales del siglo XI y principios del siglo XII, en un estilo románico ya maduro, se reconstruyó la basílica de san Ambrosio en Milán, dotándola de bóvedas de crucería y con un diseño muy racional, de una perfecta correspondencia entre el dibujo en planta y los elementos en alzado. En la práctica, cada arco de la bóveda se apoya sobre una semipilastra o semicolumna propia que a su vez se reagrupan en el pilar fasciculado, cuya sección horizontal: la inferior, de tres arcos iguales, se reúne con el perímetro interno del atrio; la superior, tiene cinco arcadas que aumentan de altura favoreciendo el perfil inclinado de las aguadas. Presenta también los arcos colgantes, es decir, filas de pequeños arcos de medio punto bordar la cornisa marcapiano y los aleros. El cuadripórtico se trazó en cambio sobre la estructura paleocristiana anterior, a pesar de que había cambiado entonces de función: ya no era un lugar para celebrar los catecúmenos, sino la sede de reuniones y asambleas religiosas o civiles.
El aislamiento estilístico de San Ambrosio de Milán no debió ser tan fuerte en el momento de la reconstrucción como hoy, cuando había otros monumentos ahora perdidos o fuertemente alterados a lo largo de los siglos, como las catedrales de Pavia, de Novara (demolida a mediados del siglo XIX) y de Vercelli (reformada en el siglo XVI). Es común la evocación del modelo de San Ambrosio en la iglesia de los Santos Nazario y Celso, también en Milán, o en las iglesias extraurbanas como la iglesia de San Segismundo en Rivolta d'Adda.
La rotonda de San Tomè, unánimemente considerada monumento del románico maturo, situada en la provincia de Bérgamo se distingue por su planta circular, por la armonía de sus volúmenes cilíndricos superpuestos, por la originalidad de la estructura interna dividida en recorridos delimitados por las columnas y por sus capiteles de particular belleza y valía artística.
El matroneo superpuesto sobre el cuerpo principal se caracteriza, también, por las columnas suprayacentes a las del cuerpo inferior, culminadas por capiteles esculpidos con motivos diversos que reproducen ornatura longobarda, episodios bíblicos y figuras zoomorfas. La linterna cierra la estructura causando un efecto de gran encanto y elegante esbeltez.
Otros ejemplos de iglesias románicas lombardas de planta circular son el duomo Vecchio de Brescia y la Rotonda de San Lorenzo en Mantova
Otros desarrollos han quedado testimoniados por la Basílica de San Miguel (San Michele Maggiore) en Pavía, con la fachada constituida por un único y gran perfil pentagonal a doble vertiente, dividido en tres partes mediante contrafuertes verticales, y, en la parte alta, decorado por dos galerías simétricas de arcos sobre columnas, que siguen el perfil de la cubierta; el fuerte desarrollo ascensional queda subrayado también por la disposición de las ventanas, concentradas en la zona central. La extraordinaria decoración con bandas esculpidas que corren horizontalmente a través de toda la fachada está hoy seriamente comprometida por el grado de deterioro de la piedra arenisca en la que fueron talladas. El modelo de esta iglesia se tomó también en otras las iglesias de Pavía como San Teodoro y San Pietro in Ciel d'Oro (consagrada en el año 1132), y fue desarrollado en la catedral de Parma (a fines del siglo XII o inicios del XIII) y en la catedral de Piacenza (iniciada en el año 1206).
- Ábside de la basílica de San Abundio (Como, siglo XI)
- Ábside de la basilica de San Fedele (Como)
- Complejo monumental de Galliano
- El duomo Vecchio de Brescia
- La Rotonda de San Lorenzo en Mantua

### Arquitectura románica en Emilia
La mayoría de las ciudades romanas a lo largo de la vía Emilia se dotaron en esta época de catedrales monumentales, entre las cuales todavía son claramente visibles la implantación medieval en el duomo de Parma, en el duomo de Modena y en el de Fidenza, mientras que en el duomo di Reggio Emilia fue fuertemente transformada en los siglos siguientes.
El duomo di Modena es uno de los testimonios sobrevivientes que mantiene un estilo más coherentemente unitario. Una placa situada fuera, en el ábside mayor, informa de que su fundación fue el 23 de mayo de 1099, y también indica el nombre del arquitecto, el magister Lanfranco, de origen lombardo (quizá de Como), aunque estudios recientes sugieren un origen veronés. Fue construido en unas pocas décadas, por eso no incorpora añadidos góticos significativos. Es de tres naves sin transepto y con tres ábsides y estuvo cubierta originalmente con cerchas de madera, que fueron sustituidas con bóvedas de crucería durante el siglo XV. Los muros de la nave central apoyan sobre pilares que alternan con columnas y cuenta con un triforio con tríforas que simulan un falso matroneo y un claristorio, donde se abren las ventanas. En el exterior, la articulación del espacio refleja el interior, con una serie continua de logietas a la altura del matroneo, que ciñen la catedral todo alrededor, rodeada por arcadas ciegas. La fachada, con remates inclinados, refleja la forma interna de las naves laterales, y se divide en tres por dos poderosas pilastras, mientras el centro está dominado por un pórtico avanzado o porche en dos plantas que se sostienen en columnas sobre leones (el rosetón y los portales laterales fueron añadidos más tarde). La serie continua de galerías a la altura del «matroneo», encerradas por arcadas ciegas que rodean la catedral, crean un efecto de claroscuro, muy copiado en construcciones posteriores. De extraordinario mérito e importancia es el conjunto escultórico formado por los famosos relieves de Wiligelmo y sus alumnos. La basílica de San Zenón de Verona es el ejemplo más directo de derivación a partir de la catedral de Módena.
El duomo de Parma se inició a finales del siglo XII y terminó en el siglo XIII con la construcción del campanile y el pórtico de la fachada. La catedral tiene una planta muy compleja, especialmente en la zona absidial y en el gran transepto, también rematado por ábsides en ambos lados. Aquí, como en Módena y, en particular como en Pavía, la fachada está animada por logias colgantes, sea oblicua, bajo el alero, sea en un doble orden horizontal, que crean un rítmico efecto de claroscuro junto con la delicada policromía debido a la utilización de diferentes piedras: arenisca, pietra grigia y mármol rosa de Verona. Parma es famosa por la obra escultórica de Benedetto Antelami. La construcción de las catedrales de Piacenza (1122-1233), Parma, Reggio, Modena, Ferrara afirma la edad comunal que consagra las nacientes Comuna que representa la continuidad ideal con el glorioso municipium romano. El modelo de arquitectura románica concilia la planta de la basílica romana con la estructura eclesiástica borgoñona.
Vecina por datación y estilo es la catedral de Piacenza, construida por iniciativa de la Comuna después de la conquista de la autonomía (1126). En Piacenza trabajó el escultor Niccolò.
De interés particular son también la abadía de Nonantola, la catedral de Fidenza y el complejo de Santo Stefano, en Bolonia
- El duomo de Parma
- El duomo de Piacenza (1122-1233)
- El duomo de Reggio Emilia (rehecha pronto)
- Abadía di Nonantola
- Basilica di Santo Stefano en Bolonia

### Arquitectura románica en otras zonas de influencia lombardas
Un descendiente directo del estilo de la catedral de Módena es la basílica de San Zenón de Verona, donde se citan casi todos los elementos de la arquitectura lombarda, la fachada a dos aguas tripartita, la galería de logiettas (aunque aquí interpretadas con columnas dobles), los grandes paneles escultóricos al lado del portal, la articulación interna. El resto del Veneto estuvo dominado por las influencias bizantinas que se filtraban desde Venecia, pero una cita de las maneras lombardas se puede encontrar en los dos órdenes de logiettas en la zona absidial del duomo di Murano.
En el Piamonte, a la influencia lombarda se sumó la del románico francés, provenzal, como en la Sacra de San Miguel o en la iglesia de San Pedro y Orso en Aosta. En Liguria el lenguaje estilístico lombardo se filtró aún más y se mezcló con influencias pisanas y bizantinas, como en el duomo de Ventimiglia o en las iglesias genovesas de Santa Maria di Castello, San Donato, Santa Maria delle Vigne y San Giovanni di Pré, incluyendo grupos escultóricos originales.
También en la Toscana y en Umbria algunas iglesias muestran influencias lombardas, aunque combinada con elementos más clásicos derivados de restos antiguos que sobrevivieron. Este es el caso de la abadía de San Antimo, de la basílica de Santa Maria Infraportas en Foligno, de las iglesias de San Salvatore en Terni o Santa Maria Maggiore en Asís, del Duomo de Todi.
En las Marcas el modelo ofrecidos por la arquitectura emiliana se reelaboraron con originalidad y combinaron con elementos bizantinos. Por ejemplo, la iglesia de Santa Maria di Portonovo, cerca de Ancona (de mediados del siglo XI) o la catedral de San Ciriaco (finales del siglo XI-1189), tienen una planta de cruz griega con una cúpula en la intersección de los brazos y un porche en la fachada que encuadra un portal fuertemente nervado.
También en el Lacio septentrional los influjos lombardos llegaron filtrados desde Umbría y se fecundaron con la ininterrumpida tradición clásica: en Montefiascone con la iglesia de San Flaviano (principios del siglo XII), en Tarquinia con la iglesia de Santa María en Castello (iniciada en 1121), en Viterbo con más basílicas (Santa Maria Nuova, San Francesco en Vetralla, el duomo, San Sisto, San Giovanni in Zoccoli).
En Cerdeña, en los siglos X y XI se manifiesta una «particolare atteggiamento» ('particular actitud') frente a las dos nuevas corrientes lombarda y toscana, que a menudo se fusionan produciendo resultados inéditos. Como en el caso de la iglesia de San Nicola di Trullas (antes de 1115), en Semestene (SS), de la capilla palatina de Santa Maria del Regno (1107) en Ardara o de San Nicola di Silanos (antes de 1122) de Sedini (SS) y de la basílica de San Simplicio en Olbia (siglos XI-XII) por nombrar unos pocos. De una época más tardía data la iglesia de San Pedro de Zuri en cuya fachada aparece un epígrafe que recuerda la fecha de consagración, 1291, y el maestro que realizó las obras, Anselmo da Como. a este mismo autor se atribuye la fachada de la iglesia de San Pietro Extramuros (XI-rehecha en el XIII) en Bosa (OR), donde sobre la parte superior de la fachada aparece un edículo con las columnillas ofíticas.
- Santi Maria e Donato, Murano
- San Donato, Génova
- Santa Maria infraportas, Foligno
- Iglesia de San Pietro di Zuri (Or) de Anselmo da Como

## Venecia

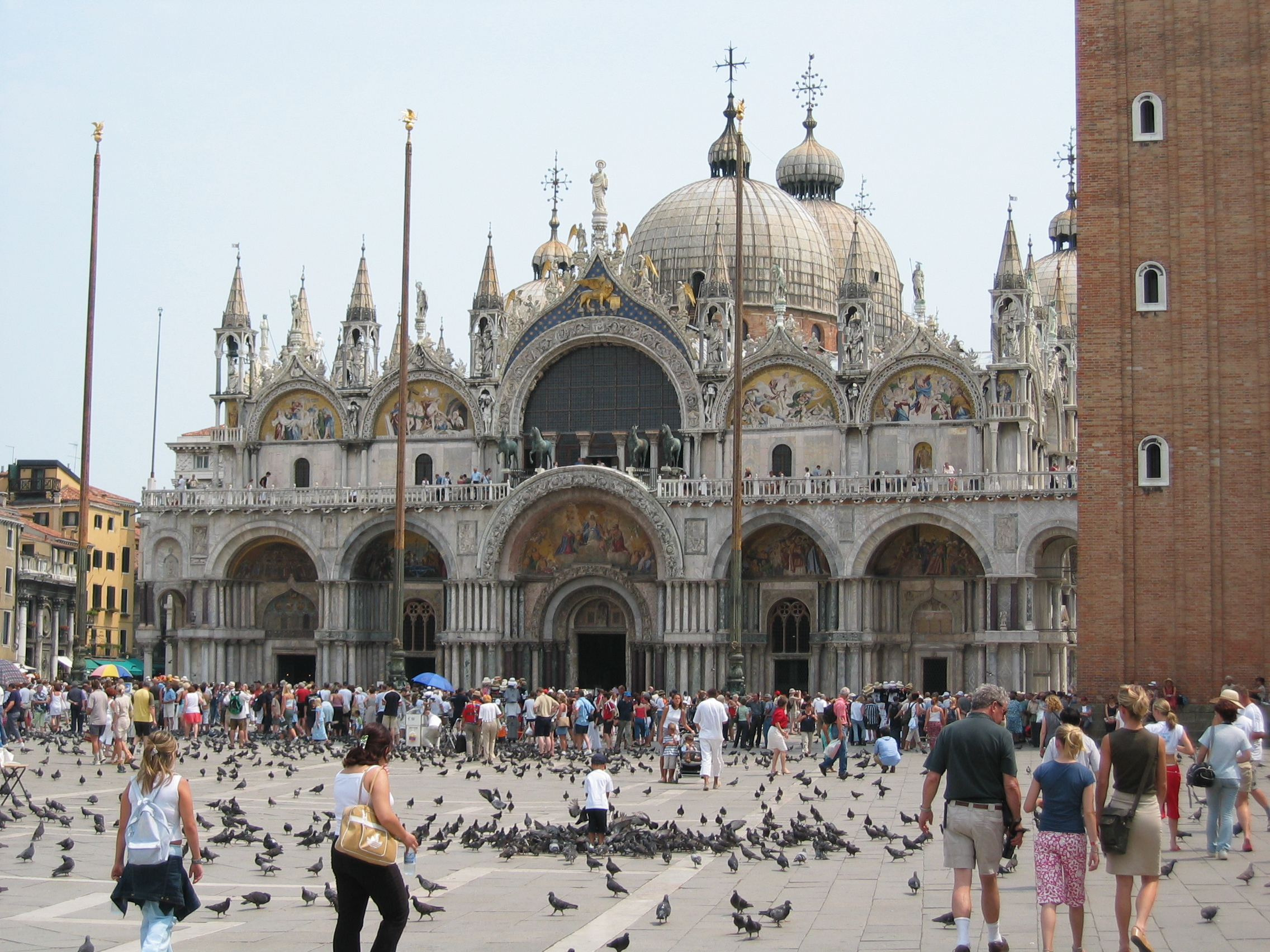
Basílica de San Marcos, Venecia

En Venecia la obra maestra arquitectónica de este período fue la construcción de la basílica de San Marcos. Fue iniciada por Domenico I Contarini en el año 1063 sobre un palacio preexistente, funcionaba como capilla palatina del Palacio Ducal y no dependía del Patriarca de Venecia. La construcción de la basílica no concluyó hasta el siglo XIV, pero el estilo se mantuvo unitario y coherente ante los diversos influjos artísticos que pudo sufrir a lo largo de los siglos.
La basílica es una conjunción única entre arte bizantino y occidental. La planta es de cruz griega con cinco cúpulas distribuidas en el centro y a lo largo de los ejes de la cruz, rodeadas de grandes arcos. Las naves, tres por brazo, están divididas por columnatas que confluyen hacia los pilares que sostienen las cúpulas; no se hicieron como un bloque único de muro sino articulados a su vez con cuatro pilares y una cúpula más pequeña.
Elementos de origen occidental son la cripta, que interrumpe la repetitividad de una de las cinco unidades espaciales y la colocación del altar no en el centro de la estructura (como en los martyrion bizantinos) sino en la zona absidial este. Por este motivo, los brazos no son idénticos sino que en el eje este-oeste tienen la nave central más amplia, creando así un eje longitudinal principal que dirige la mirada hacia el altar.
El exterior fue decorado tras la toma de Constantinopla de 1204, con placas de mármol, columnas polícromas y estatuas robadas de la capital bizantina. Más o menos durante el mismo período se realzaron las cúpulas, para que pudieran ser visibles desde fuera, y se diseñó la plaza porticada de San Marcos. El interior está cubierto por mosaicos que fueron realizados en un arco de tiempo que va desde el inicio del siglo XI hasta el XIII (sin contar los arreglos que se hicieron en el Renacimiento y los añadidos a la fachada del siglo XVIII y XIX).
El resto del Véneto estuvo dominado por influencias bizantinas que llegaban desde Venecia, pero una citación de modos lombardos se encuentra en dos órdenes de columnatas a lo largo de la zona del ábside en la iglesia de los santos María y Donato en Murano. Verona en cambio, como se ha dicho, estaba en la esfera de influencia emiliana.

## Arquitectura románica en Toscana

### Arquitectura románica pisana
El románico pisano se desarrolló en Pisa en tiempos en que era una poderosa república, desde la segunda mitad del siglo XI a la primera del XIII, e irradió a los territorios controlados por la República de Pisa (Córcega y Cerdeña también) y a una zona de la Toscana septentrional, desde Lucca hasta Pistoia. El carácter marítimo de la potencia pisana y la peculiaridad de los elementos estilísticos propios de su estilo permitieron que la difusión del románico pisano se extendiese más allá del área de influencia política de la ciudad. Influjos pisanos se encuentran en diversos puntos del mediterráneo, además de Cerdeña, como por ejemplo en las iglesias de la costa del Mar Adriático (Apulia e Istria).
La primera realización fue la catedral de Pisa, iniciada en el 1063 por Buscheto y continuada por Rainaldo, que fue consagrada en el 1118. Como en Venecia, la arquitectura pisana recibió influencias de Constantinopla y de Bizancio en general, pues la república mantenía fuertes contactos comerciales con ellos. Elementos de posible influjo bizantino son los «matroneos» y la cúpula elíptica con coronamiento de bulbo, puesta a la manera del románico lombardo. Pero los elementos orientales fueron reinterpretados según un preciso gusto local, llegando a formas artísticas de notable originalidad. Por ejemplo, el interior en cinco naves con columnatas (antiguamente de cruz griega, ampliado a planta latina por Rainaldo), inspirado en la desaparecida catedral románica de San Martino en Lucca, tiene una distribución de espacios típicamente paleocristiana.
Elementos típicos del románico pisano son el uso de las galerías de columnas, inspiradas en la arquitectura lombarda, pero multiplicadas hasta recubrir por entero las fachadas, y de arcadas ciegas, el tema del rombo, una de las características más reconocibles, derivado de modelos islámicos norteafricanos, y la bicromía alternada, derivada de modelos de la España musulmana.
Otros ejemplos en Pisa son la célebre torre inclinada (iniciada en el 1173), el primer anillo del Baptisterio (iniciado en 1153) y la iglesia de san Paolo a Ripa d'Arno (fines del siglo XII o inicios del XIII).
Desde Pisa el nuevo estilo llegó a Lucca influyendo al primitivo románico de allí, que se conserva en la basílica de San Frediano y en la iglesia de Sant'Alessandro Maggiore. La iglesia de San Miguel en Foro, la de Santa María Forisportam, la fachada de la catedral de San Martino (concluida en el año 1205), por obra del grupo del Guidetto da Como representan una evolución del estilo pisano a formas todavía más ricas en cuanto a la decoración, sacrificando la originalidad arquitectónica. En Pistoya el uso del mármol serpentino unido a bandas alternadas de mármol blanco creó efectos de bicromía (véase iglesia de San Giovanni Fuorcivitas del siglo XII). Decenas de parroquias esparcidas por el campo siguen el estilo pisano adaptándose a la disponibilidad económica de las poblaciones.
En Cerdeña se nota el influjo de la arquitectura románica pisana en la catedral de Ottana y en la iglesia de la Trinidad de Saccargia (ambas del siglo XII) y otras semejantes se pueden encontrar en Liguria y en Córcega.
- Iglesias románicas de influencia pisana
- Iglesia de San Paolo Ripa d'Arno, Pisa
- El Duomo de Lucca
- Santa María Forisportam, en Lucca
- Iglesia de San Giovanni Fuorcivitas, en Pistoya

### El románico en Florencia

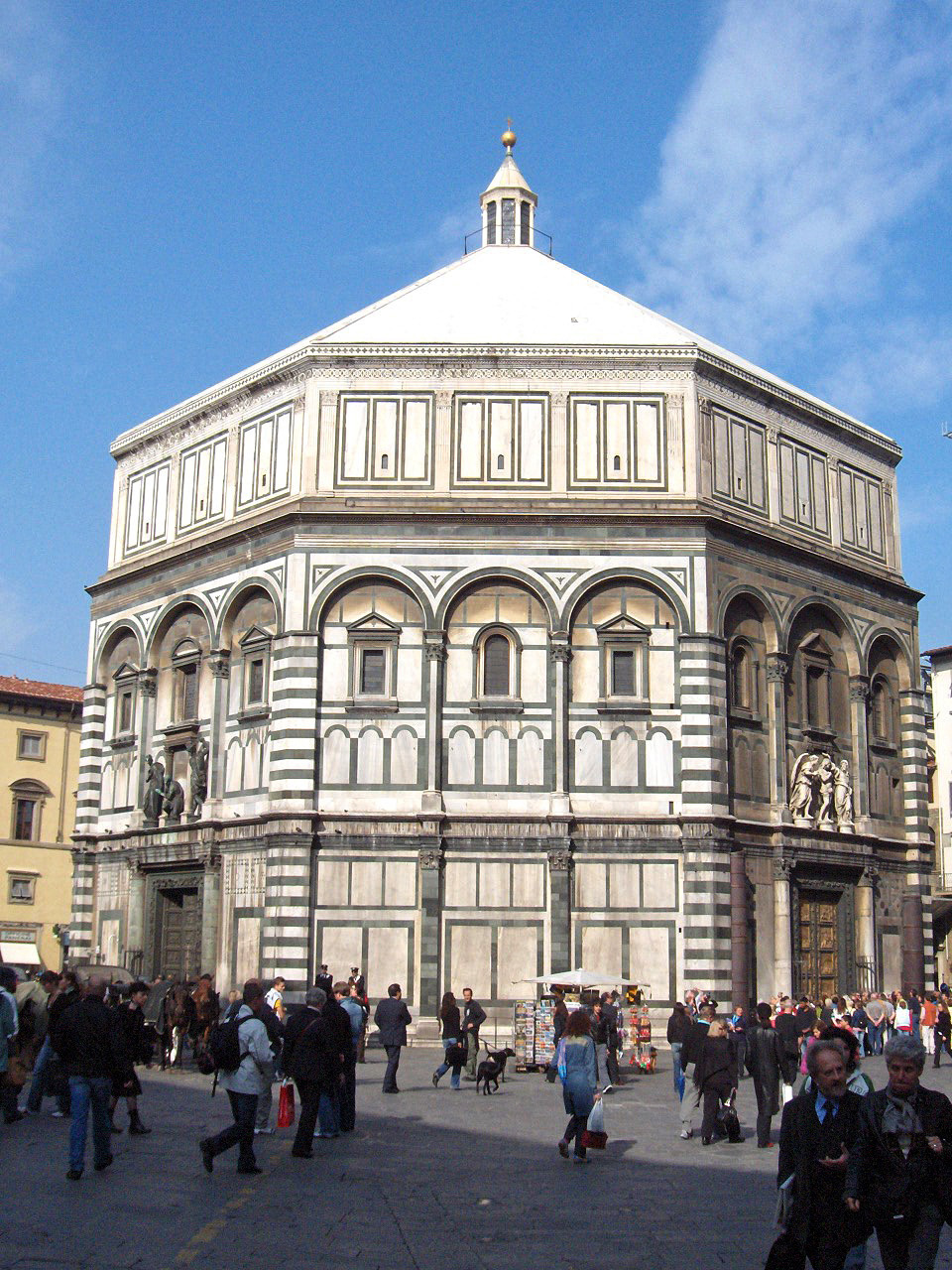
baptisterio de San Juan, Florencia.

En Florencia entre el siglo XI y XII se usaron algunos elementos comunes del románico pisano pero con un sello muy diverso, caracterizado por una serena armonía geométrica que recuerda las obras antiguas. Evidente se nota en el baptisterio de San Juan el sentido del ritmo en el modo de disponer los elementos exteriores, a través de uso de recuadros, pilastras, arcadas ciegas, etc. siguiendo un esquema preciso y modular que se repite en ocho lados. La datación del baptisterio se ha discutido largamente (¿edificio romano transformado en basílica? ¿edificio paleocristiano? ¿edificio románico?), también por escasez de documentación escrita. Excavaciones recientes efectuadas después del año 2000 demuestran que los cimientos están dos metros por encima de la pavimentación romana y por lo tanto, la edificación no podría ser anterior al siglo IX. El paramento interno con mármol polícromo, inspirado en el Panteón de Agripa, se concluyó a inicios del siglo XII. Los mosaicos del pavimento se datan en el 1209 y los del ábside rectangular en 1218, mientras la primera fase del revestimiento externo se cree que es del mismo período.
Otros ejemplos del estilo florentino son la basílica de San Miniato al Monte (iniciada en 1013 y completada gradualmente hasta el siglo XIII), que presenta una muestra de fachada bícroma y una estructura rigurosa inspirada en el románico lombardo. La pequeña iglesia de San Salvatore al Vescovo, la colegiata de Sant'Andrea en Empoli y el paramento incompleto de la fachada de la abadía Fiesolana junto a un modesto número de parroquias e iglesias menores, completan el cuadro.
Si el estilo florentino no tiene la difusión del románico pisano o lombardo, su influencia fue determinante para el desarrollo sucesivo de la arquitectura, a modo de base sobre la que tomaron inspiración Francesco Talenti, Leon Battista Alberti, Filippo Brunelleschi y otros arquitectos que dieron forma a la arquitectura renacentista. Por este motivo se habla también aunque impropiamente de proto-renacimiento.
El panorama toscano es rico también de influencias tramontanas. La abadía de Sant'Antimo (mediados del siglo XII) forma parte de una exigua clase de iglesias italianas inspiradas en modelos franceses con naves de ritmo obligado (alternancia columna-pilastra), presbiterio con columnas, deambulatorio de capillas radiales. La enorme difusión de este tipo en Francia (cientos de ejemplos, casi siempre alineados a lo largo de vías de peregrinación) hace difícil determinar una filiación directa.

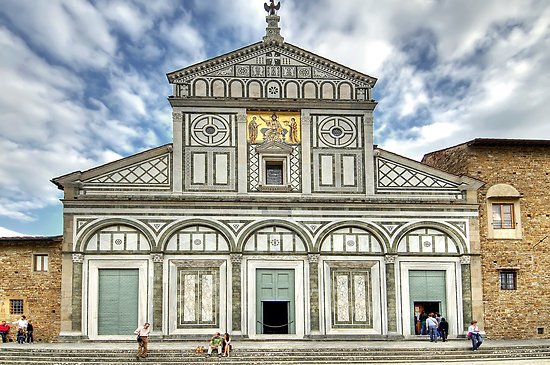
Fachada de la basílica de San Miniato al Monte
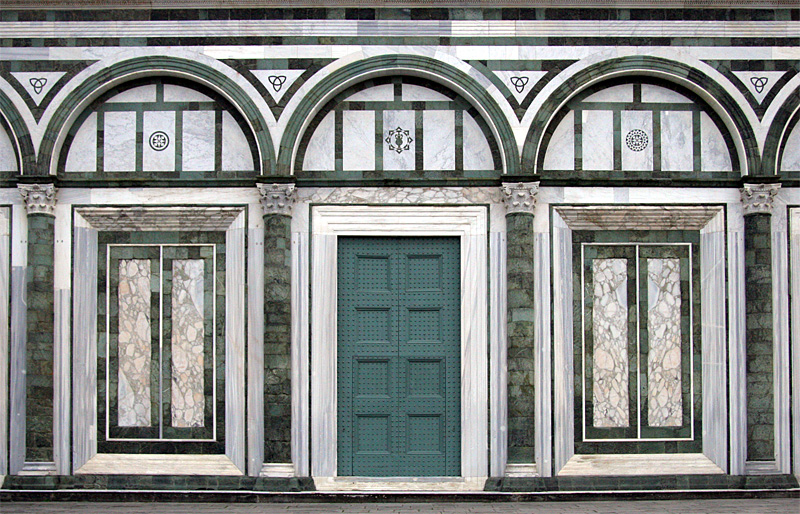
Registro inferior de la fachadade San Miniato al Monte
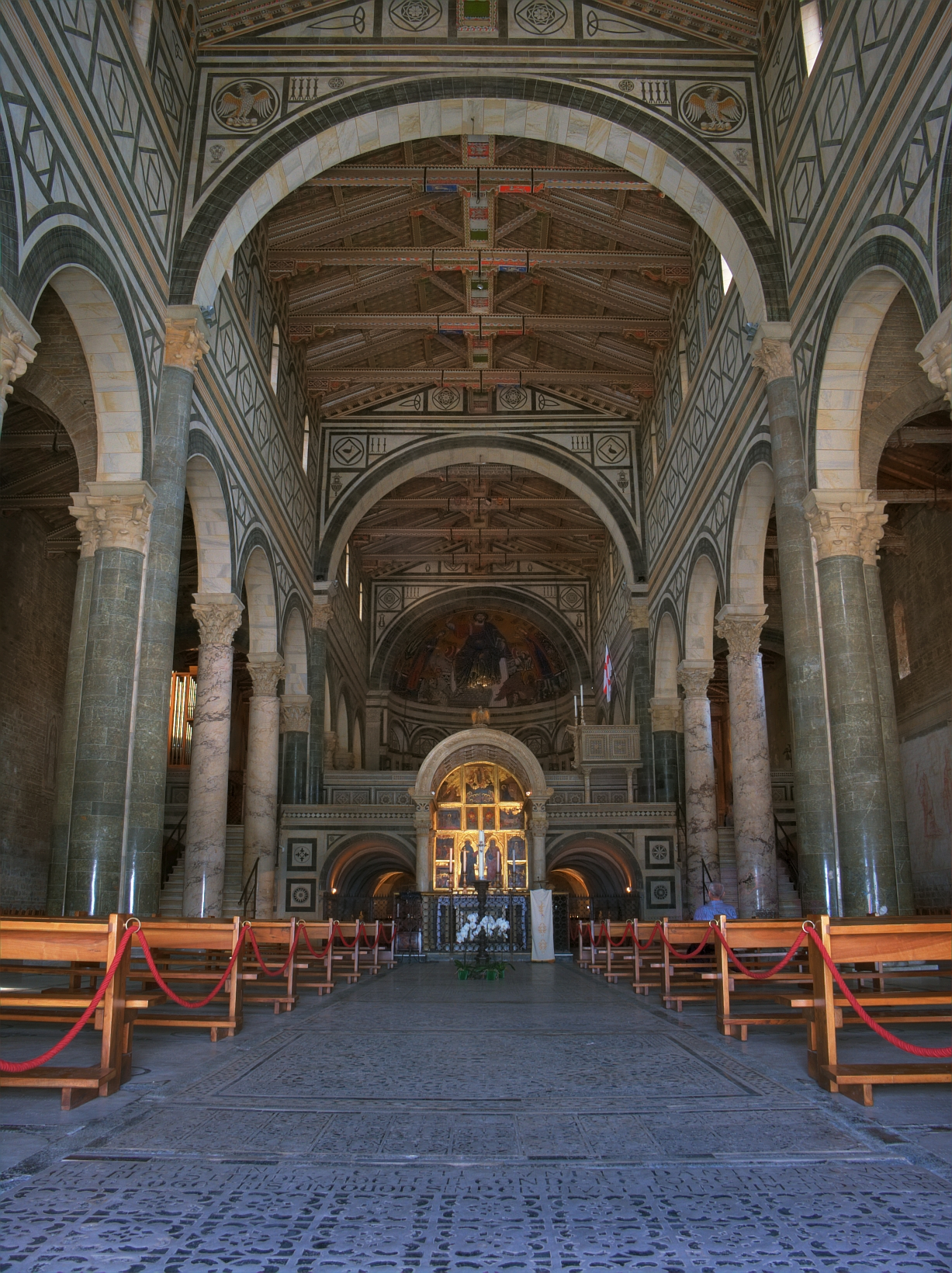
Interior de San Miniato al Monte
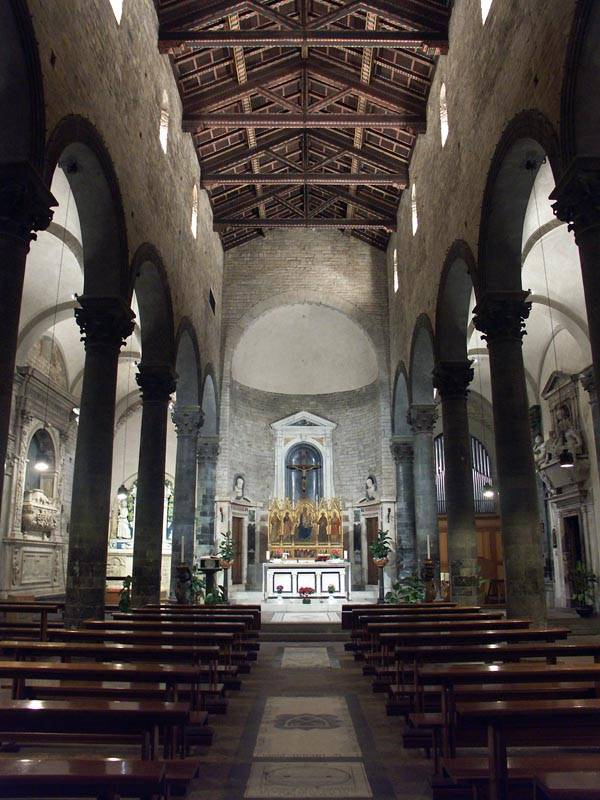
Interior de la Iglesia de los Santos Apóstoles, Florencia
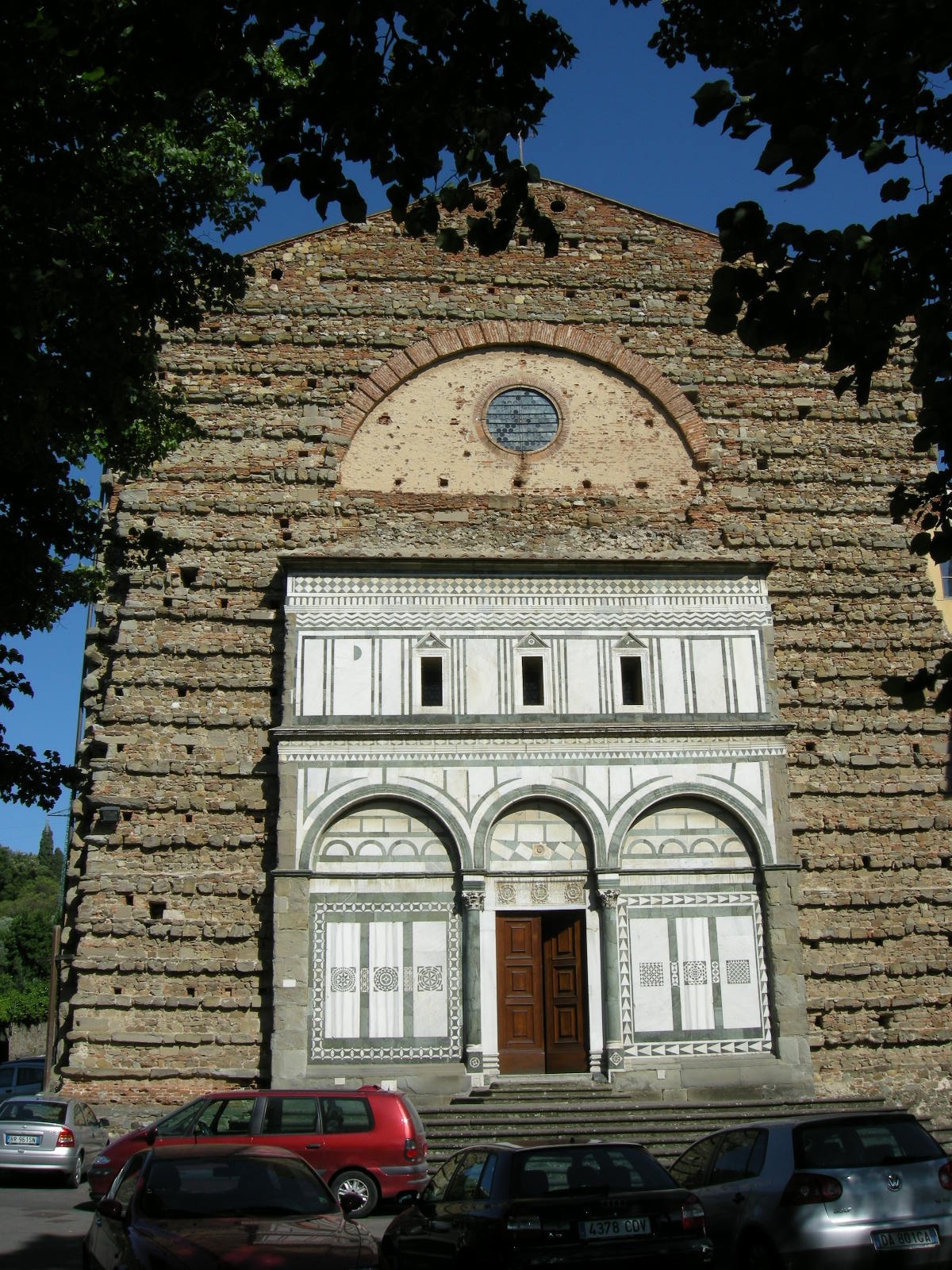
Badia Fiesolana
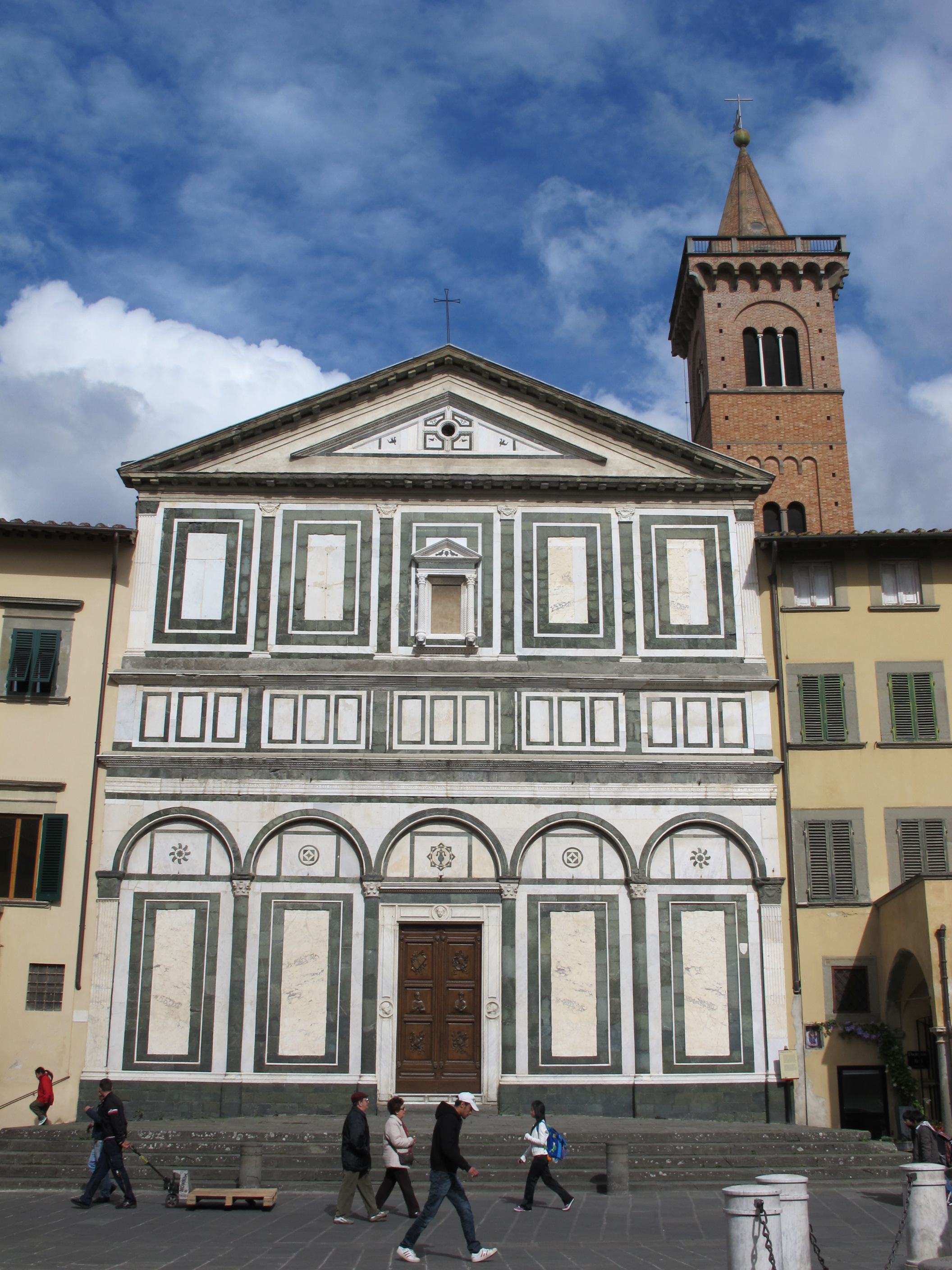
Colegiata de Sant'Andrea en Empoli
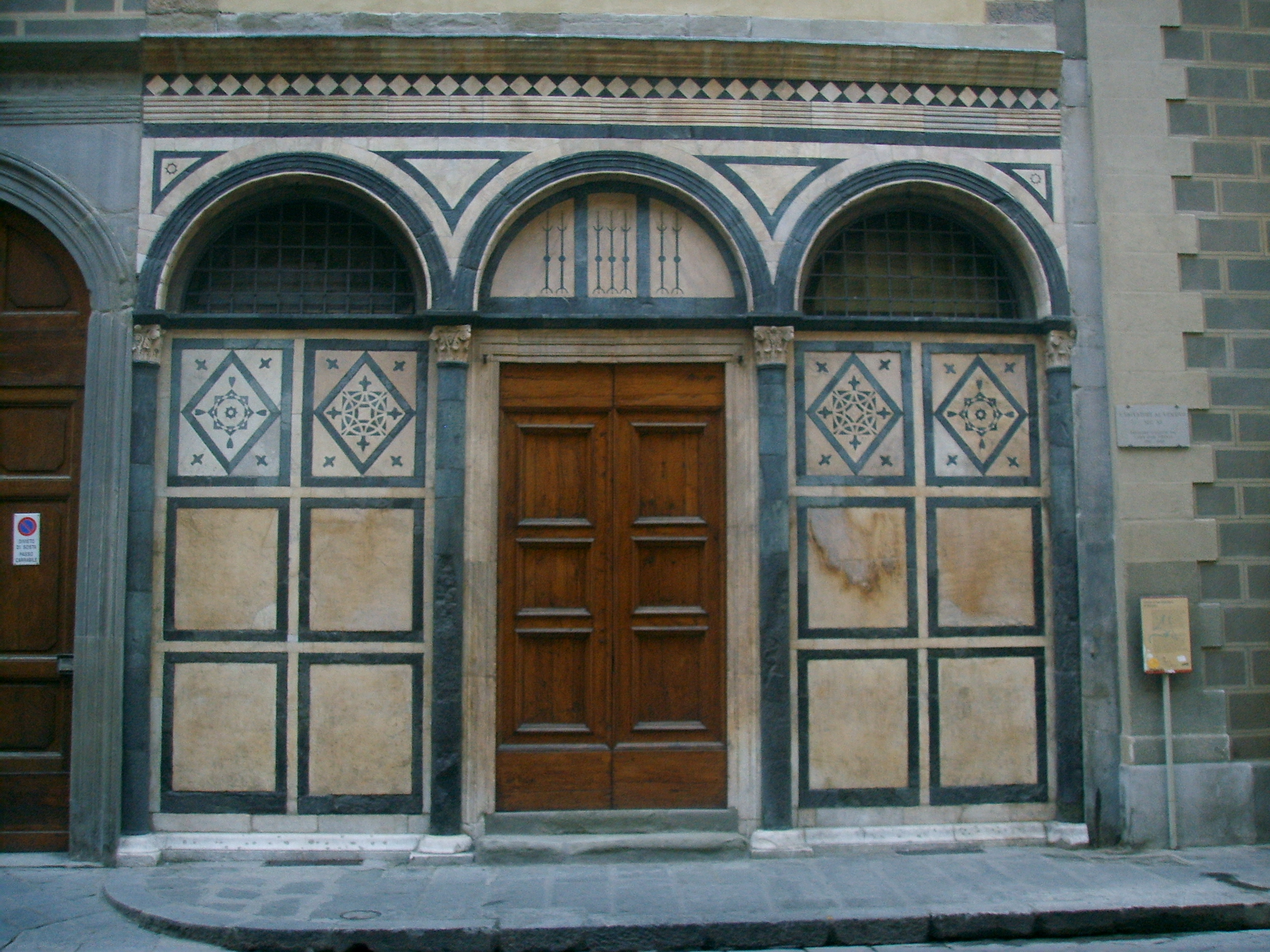
Iglesia de San Salvatore al Vescovo

## Arquitectura románica en Umbría, las Marcas y el Alto Lacio

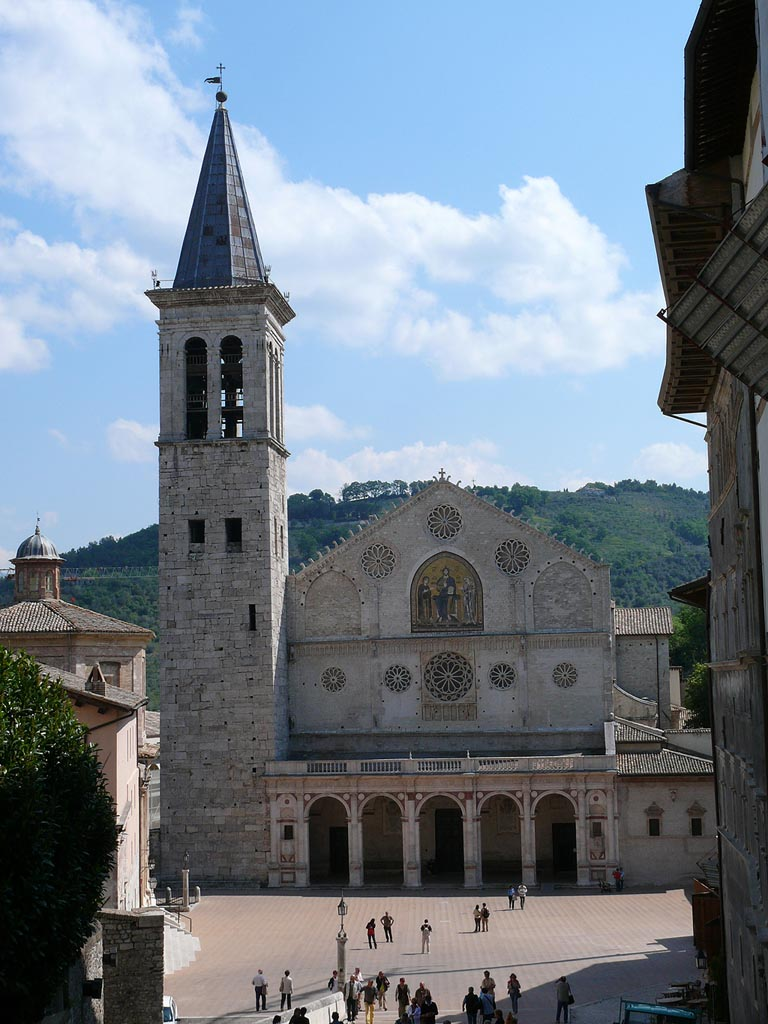
La catedral de Spoleto

También en Umbría algunas iglesias muestran influencias lombardas, aunque combinadas con elementos más clásicos tomados de los vestigios antiguos que han sobrevivido en la región. Es el caso de las iglesias de Santa María Infraportas en Foligno, San Salvatore en Terni o Santa María la Mayor en Asís.
Parecidas entre sí son las soluciones más originales de la catedral de Asís (San Rufino, de la mitad del siglo XII), de la catedral de Spoleto (iniciada en 1175) o de la iglesia de San Pedro extra moenia siempre en Spoleto, caracterizadas por una repartición en recuadros en un esquema nítido. En San Pedro los recuadros fueron decorados por preciosos relieves de mármol con escenas bíblicas y alegóricas.
En las Marcas los modelos ofrecidos por la arquitectura emiliana son reelaborados con originalidad y combinados con elementos bizantinos. Por ejemplo, la iglesia de Santa María de Portonovo junto a Ancona (mitad del siglo XI) o la catedral de San Ciríaco (fines del siglo XI) presentan una planimetría de cruz griega con una cúpula en la cruz de los brazos y un pórtico avanzado en la fachada que encuadra un portal fuertemente abocinado.
Un ejemplo más fiel a los modelos bizantinos es la planta de cruz griega dentro de un cuadrado de la iglesia de San Claudio al Chienti (siglo XI-XII) o de la iglesia de San Víctor alle Chiuse en Genga (siglo XI), donde hay también una cúpula central y cinco ábsides (tres al fondo y dos a los lados).
En el Lacio septentrional los influjos lombardos filtrados a través de la Umbría fueron fecundados por la ininterrumpida tradición clásica: en Montefiascone con la iglesia de San Flaviano (inicios del siglo XII), en Tarquinia con la iglesia de Santa María a Castello (iniciada en el 1121), en Viterbo con varias basílicas (Santa María Nueva, San Francisco a Vetralla, la catedral, la San Sixto, San Juan in Zoccoli), todas decoradas probablemente por maestros lombardos que en algunos casos participaron también en la definición de la arquitectura.
Particular es la iglesia de Santa María Mayor de Tuscania, construida en dos fases desde el siglo XII hasta 1206, donde el portal fuertemente abocinado presenta columnas sobre leones y la representación de la Sedes Sapientiae (la Virgen sentada con el Niño en las piernas) esculpida en el arquitrabe, donde las piernas de la Virgen penden literalmente de la superficie esculpida. También en Tuscania se yergue la iglesia de San Pedro, caracterizada por un rosetón obra de los «comacini magistri».

## Roma

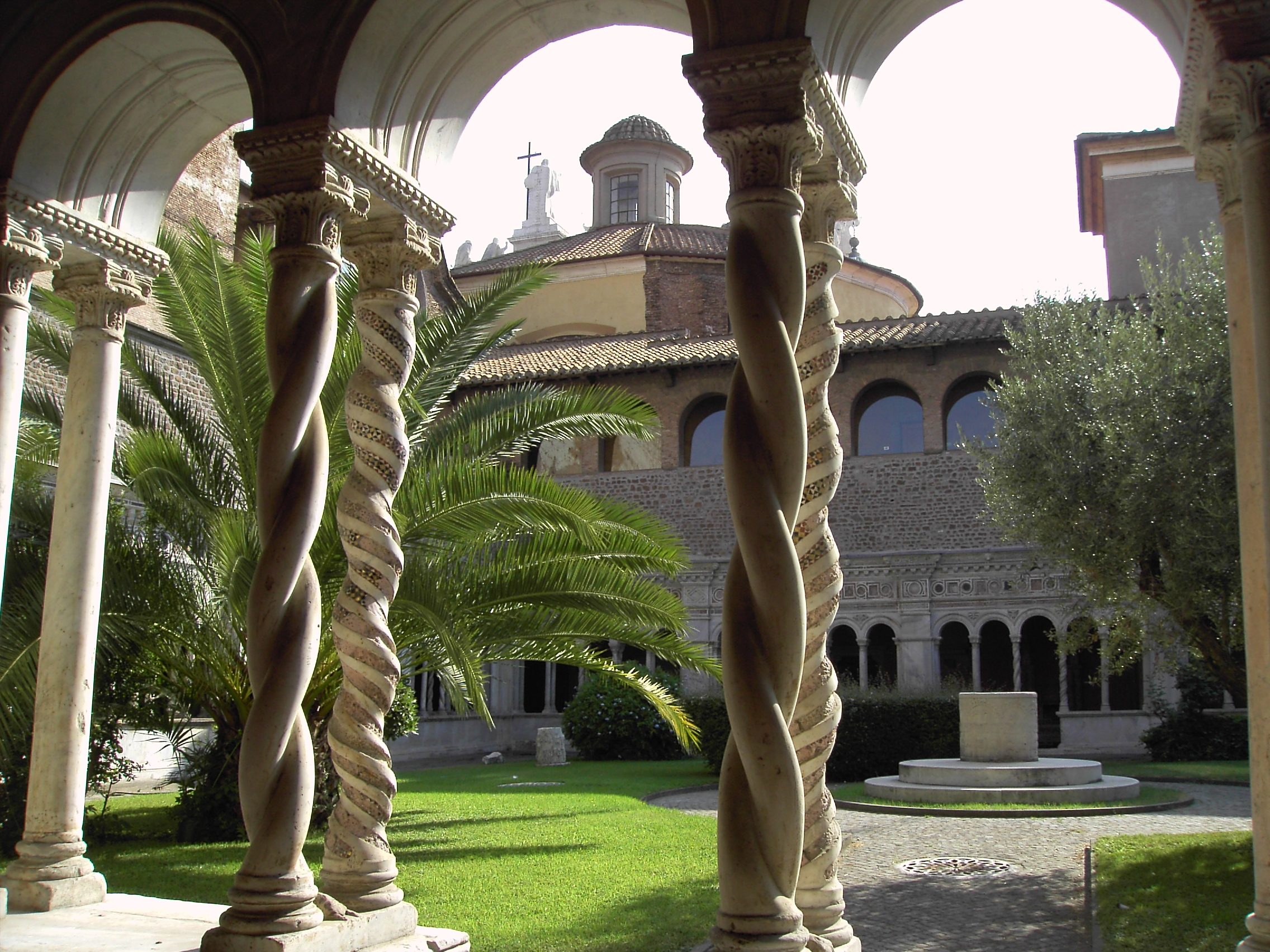
El claustro de San Juan de Letrán, Roma

En Roma se produjo una etapa de continuidad respecto a las basílicas paleocristianas, con figuras de pontífices fuertes como Pascual III, Honorio II e Inocencio II. En Santa Maria in Cosmedin (del siglo XII aunque reedificada) fueron usadas pilastras alternadas con columnas, pero estas últimas sin función portante. Más interesante del panorama arquitectónico fue el de la pintura y el mosaico, con grandes canteras para la decoración interna de la Basílica de San Clemente, de Santa María en Trastévere y de Santa María Nueva, donde prevalecieron todavía motivos constantinopolitanos.
Una impronta duradera dejaron en este período los maestros de mármol en el estilo «cosmatesco» (las célebres familias de los Cosmati o de los Vassalletto) cuya actividad superó también los confines del Lacio. Sus elaboradas taraceas con mármol de color y teselas de varios materiales de piedra fueron aplicados en pavimentos y arreglos litúrgicos como púlpitos, ciborios, altares, cátedras, candelabros pascuales, etc. Alguna vez se emplearon para decorar espacios arquitectónicos más complejos y variados como el claustro de San Juan de Letrán y San Pablo Extramuros (primera mitad del siglo XIII), con las parejas de columnas de fustes alternadamente lisos, en espiral o mezclados y con número variable de mosaicos.

## Arquitectura románica en Campania

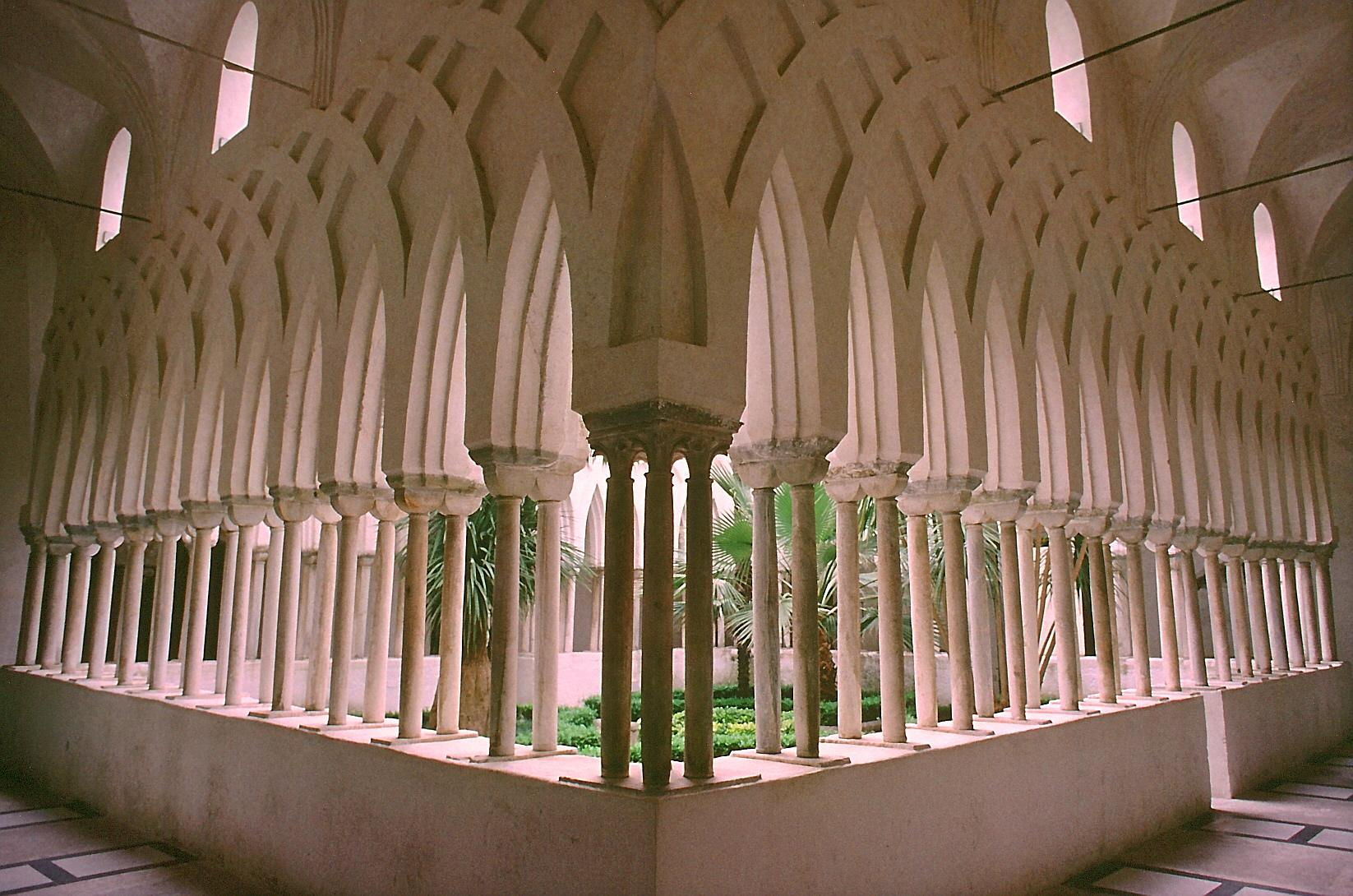
El claustro del paraíso, catedral de Amalfi

Una de las más importantes canteras en Campania en la época románica fue la reconstrucción, querida por el abad Desiderio (luego Papa Víctor III) de la abadía de Montecassino, de la cual hoy no queda nada. La basílica fue construida según el modelo de las romanas y el único eco que queda de ella está en la iglesia de Sant'Angelo in Formis, erigida por encargo de Desiderio desde 1072.
También se retomaron los motivos paleocristianos (naves divididas por columnatas, presencia del transepto) en la catedral de Sessa Aurunca (1103), en la iglesia del Crucifijo en Salerno (siglos X y XI) y en la iglesia de San Rufo en Capua.
En cambios, en los edificios del siglo XII y XIII se encuentran fuertes influjos árabo-sicilianos y moriscos, como en la catedral de Caserta Vecchia (con ventanas de hierro en el transepto y arcos cruzados que se apoyan sobre columnas en el tiburio, en el claustro de los Capuchinos (1212) y en la catedral (1266-1268) en Amalfi. En Salerno son notables las obras de mosaicos y aplicaciones cosmatescas con influencias islámicas.

## Románico de Apulia

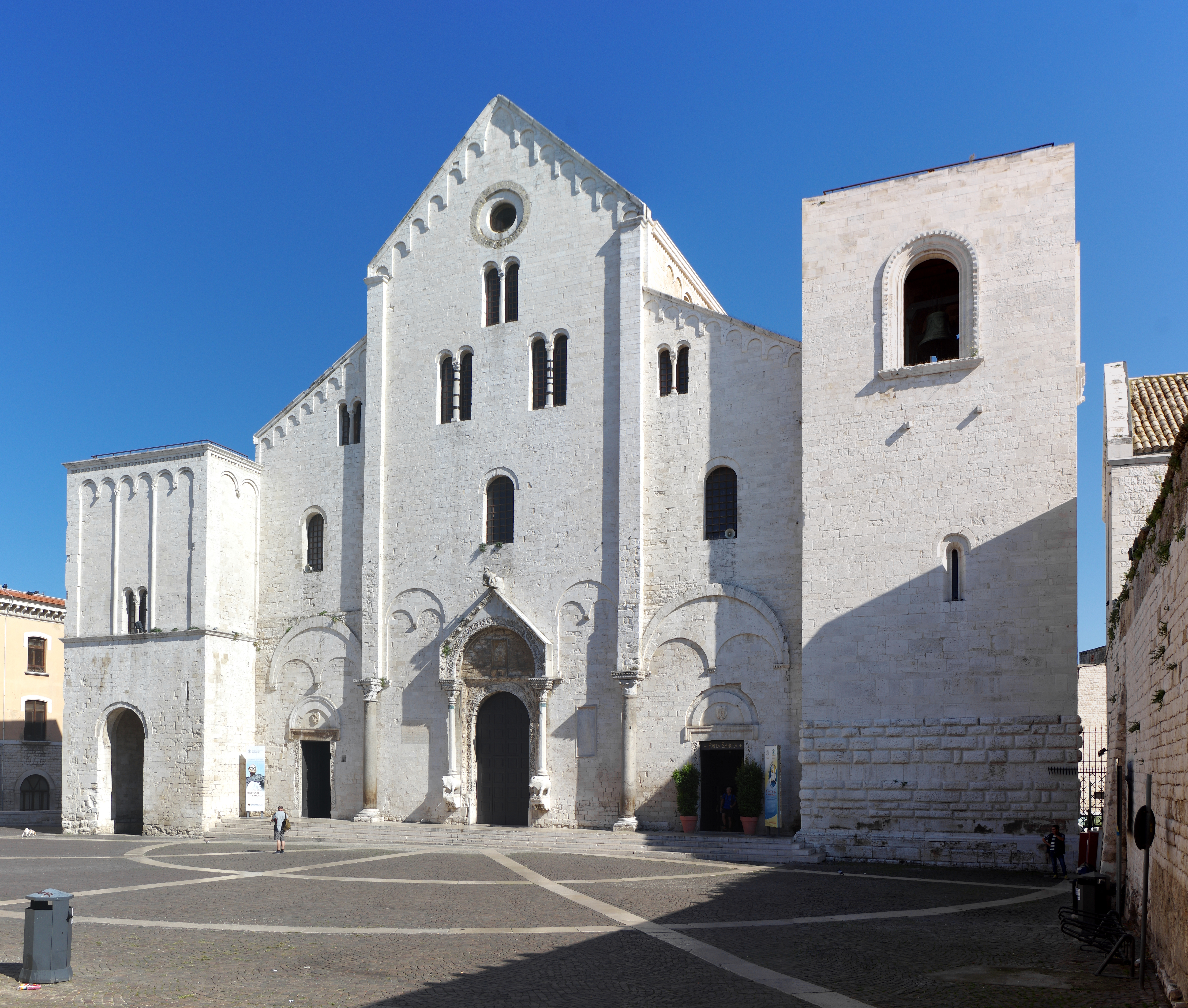
San Nicola, Bari

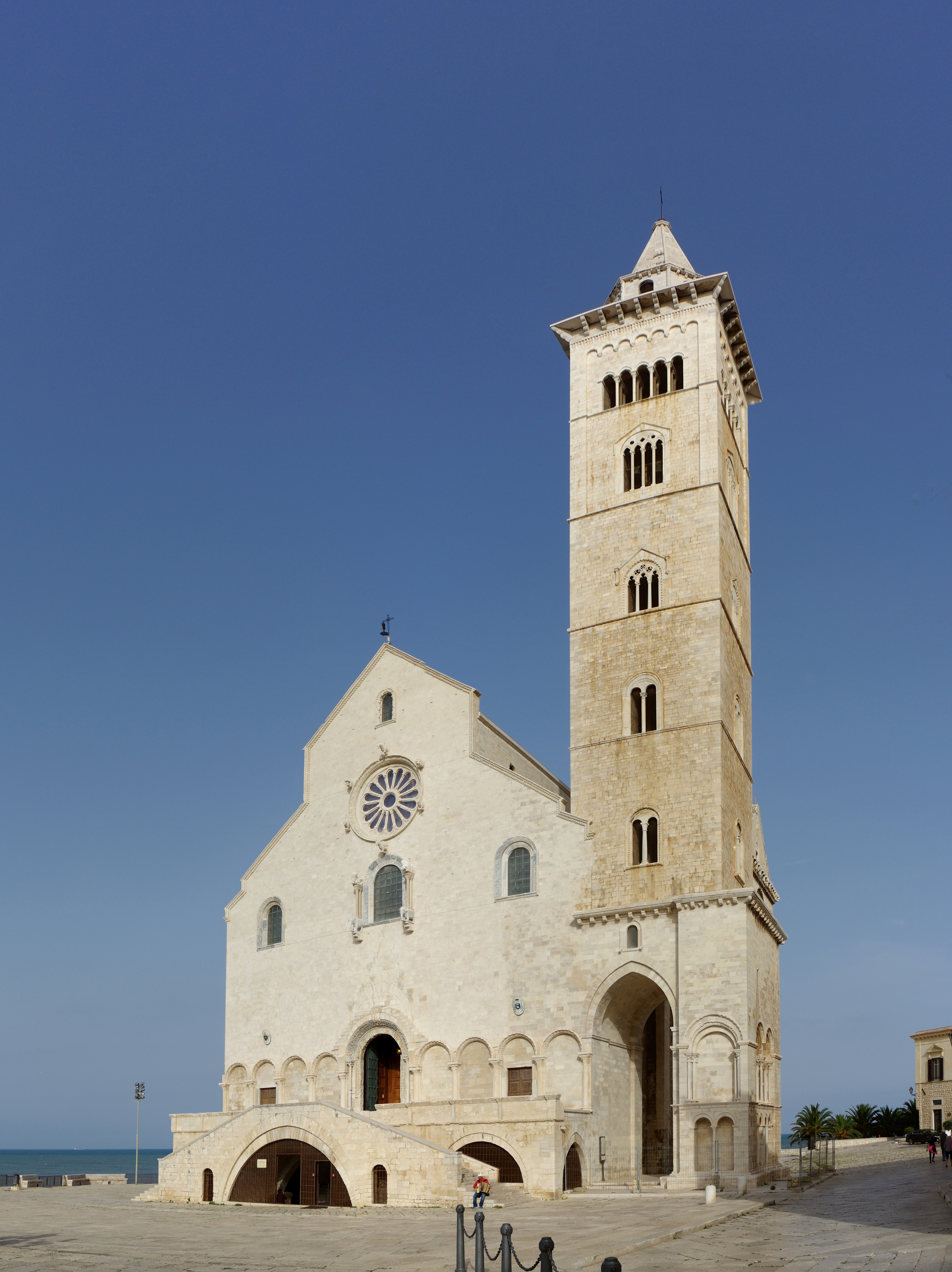
Fachada de la catedral de Trani

Apulia y sus puertos eran usados por los peregrinos que se dirigían a Tierra Santa y fueron también el punto de partida para muchos cruzados en 1090. El gran flujo de personas determinó la recepción de una gran variedad de influjos que se manifestó también en la arquitectura.
Uno de los edificios más representativos es la Basílica de San Nicola en Bari, iniciada en 1087 y terminada hacia fines del siglo XII. Externamente se presenta con un aspecto macizo, como una fortaleza, con una fachada cerrada a los lados por dos torres incompletas. El motivo de las dos torres recuerda los ejemplos de más allá de los Alpes, y es explicable también por la presencia normanda de los Altavilla. La decoración con galerías de arcos y la presencia de un (poco pronunciado) pórtico avanzado con columnas sobre leones en la fachada recuerdan las características lombardo-emilianas.
La catedral de san Valentín en Bitonto es considerada la expresión más completa del románico de Apulia. Construido entre el siglo XI y el XII, según el modelo de la basílica de San Nicola en Bari, presenta una fachada tripartita por pilastras y decorada con arcos pensiles. Arriba se yergue un rosetón de dieciséis brazos rodeado de dos esfinges. Bajo la basílica hay una cripta datable entre el siglo V y VI.
Importante es también la Catedral de Trani concluida hacia la mitad del siglo XIII. Fue construida también según el modelo de la basílica de San Nicola, cerca del mar como un punto de referencia luminoso gracias a la blancura de la toba caliza empleada. La fachada recuerda el perfil de la de san Nicola, pero no está dividida en tres por lesenas ni presenta torres o pórtico avanzado.
Notables son también en Barletta la basílica del Santo Sepulcro (de matriz borgoñona) y la catedral (iniciada en 1126).
Otras influencias se encuentran en la iglesia de los santos Nicola y Cataldo en Lecce, del año 1180 (con ecos borgoñones), o en la catedral de Troya de 1119 (con influjos pisanos en el registro inferior, armenios en los relieves del arquitrabe, musulmanes en los capiteles y bizantinos en las puertas de bronce).

## Arquitectura románica en Calabria y Sicilia

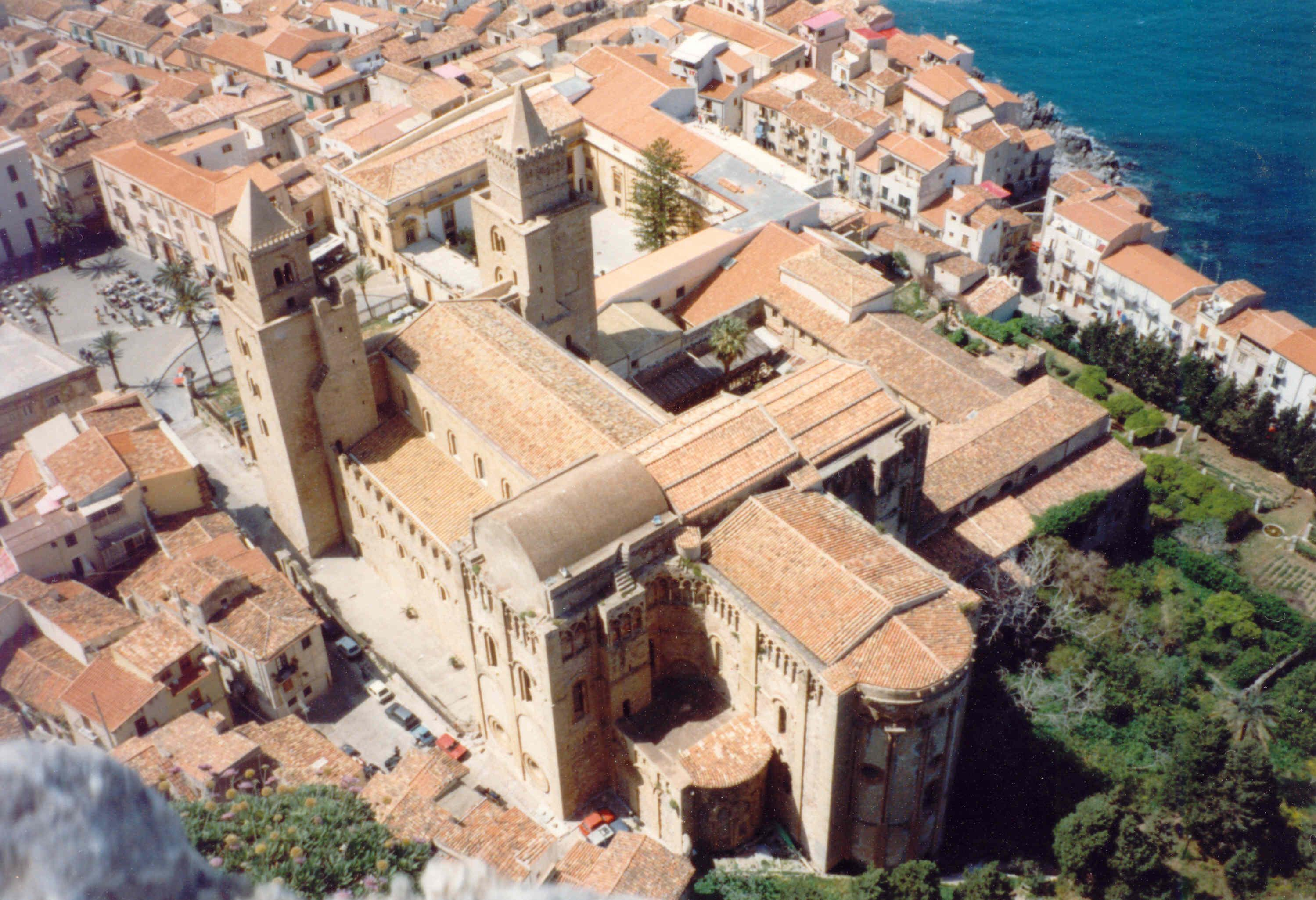
Catedral de Cefalú, vista aérea

Palermo y Sicilia en general muestran durante este período muchas influencias diversas debidas a las circunstancias históricas, políticas y religiosas que sucedieron en aquellos siglos: dos siglos de dominio árabe (IX y X), la conquista normanda (1016 - 1091) y el nacimiento del Reino de Sicilia fueron eventos que produjeron un proceso de compleja estratificación cultural.
Típicamente islámicos en Palermo son los edificios como la Zisa (1154-1189) que presenta también una decoración con bóvedas de alveolos, la Cuba (1180), o bien las cúpulas semiesféricas de la iglesia de San Giovanni degli Eremiti (alrededor de 1140), con planta cruciforme, o de San Cataldo (alrededor de 1161).
Más bizantinas son las iglesias de Martorana (1143) y la capilla palatina de Palermo, en el Palacio de los normandos (1143), cubiertas por mosaicos. En la capilla palatina se unió la planta de cruz griega para el presbiterio y el cuerpo basilical en la nave. Los mosaicos presentan un esquema más original con respecto a la estrecha observancia de la Martorana. En la sala de Roger I en el Palacio de los normandos se encuentra también un ciclo profano con escenas de jardines y de caza, diversiones preferidas por los soberanos, que retoma una iconografía típica de los palacios islámicos.
Otros importantes ejemplos de edificios de la época son las catedrales de Cefalú (1131-1170) y de Monreale (1172-1189). En ambas se encuentran mezcladas diversas influencias, que van desde las experiencias cluniacenses en la zona del ábside, a las galerías de arcos típicamente lombardas (en Cefalú), a los cruzados (en Monreale) de influencia árabe, a las dos torres en la fachada que recuerdan modelos transalpinos, introducidos por los normandos.
En Calabria la producción artística está muy influida por el periodo de dominio de Bizancio, como atestigua la iglesia llamada Cattolica de Stilo (provincia de Reggio Calabria), de los siglos X y XI, mientras que en la Basilicata se encuentran presentes algunas influencias sicilianas como en la catedral de Gerace.

## Arquitectura románica en Cerdeña
La arquitectura románica en Cerdeña corresponde al románico que se desarrolló en la isla de Cerdeña durante un largo período, desde los orígenes en la época de los Giudicati hasta el siglo XIII. Sus expresiones, aunque autónomas, no son clasificables en una imagen reconocible, ya que en la isla el románico se manifestó con resultados inusuales pero en numerosas formas; esto se debe al establecimiento en Cerdeña de varias órdenes religiosas, procedentes de diversas regiones italianas y de Francia. En consecuencia, en las arquitecturas de esa época se reconocen influencias pisanas, lombardas y provenzales, así como vestigios del paso de los trabajadores, procedentes de la península ibérica, de la cultura islámica.
El primer edificio románico en la isla fue la basílica de San Gavino en Porto Torres, de antes de 1065. En el románico sardo se dan influencias lombardas y toscanas, como en San Nicola de Trullas (antes de 1113), en Semestene, en la capilla palatina de Santa Maria del Reino (1107), en Ardara, en San Nicola de Silanis (antes de 1122) de Sedini o en  la basílica de San Simplicio en Olbia (siglos XI-XII). También hay edificios con influencias francesas a través de los benedictinos, como las iglesias de San Platano en Villaspeciosa, San Gemiliano en Sestu, San Lorenzo en Cagliari y San Saturnino de Ussana. Y también destacan numerosos ejemplos de iglesias de estricto origen toscano, como la basílica de Saccargia en Codrongianos, la catedral de San Pietro de Sorres, en Borutta, la iglesia de Nostra Signora de Tergu, la catedral de Santa Giusta del centro homónimo y la iglesia de San Nicola de Ottana. 
Destacan igualmente las estructuras defensivas, como los numerosos castillos y torres de la ciudad de Cagliari, incluyendo la torre de San Pancrazio y la torre del Elefante, diseñadas por el arquitecto sardo Giovanni Capula.
- Ejemplos de románico sardo
- Santa Maria del Regno, Ardara (?-1107)
- Basílica de San Simplicio, Olbia (fin del XI-1.ª mitad del XII)
- Catedral de Santa Maria di Monserrato, Tratalias (1213-1282)
- Catedral de San Pantaleón, Dolianova